# Listă de tratate
Această Listă de tratate conține înțelegeri, pacte, tratate de pace încheiate în decursul istoriei între state, armate, guverne și grupuri tribale.

## Înainte de anul1200î.Hr.
| Anul            | Denumirea                           | Scurtă prezentare |
| --------------- | ----------------------------------- | --- |
| cca. 1258 î.Hr. | Tratatul dintre Ramses și Hattușili | Tratat încheiat între faraonul Egiptului, Ramses al II-lea și suveranul hitiților Hattușil al III-lea, ca urmare a bătăliei de la Kadesh (azi teritoriul Siriei).                                         |
| cca. 493 î.Hr.  | Foedus Cassianum                    | Încheie războiul dintre Roma republicană și liga cetăților din Latium. |
| cca. 449 î.Hr.  | Pacea lui Callias                   | Încheie Războaiele medice, dintre greci și perși. |
| 446 î.Hr.       | Pacea de 30 de ani                  | Încheie una dintre etapele Războiului peloponesiac dintre Atena lui Pericle și Sparta regelui Archidamos al II-lea.                                                                                       |
| 421 î.Hr.       | Pacea lui Nicias                    | Încheie una dintre etapele Războiului peloponesiac dintre Atena și Sparta; numele provine de la generalul atenian Nicias, care a negociat-o.                                                              |
| 387 î.Hr.       | Pacea lui Antalcidas                | Se trasează granițele dintre statele grecești și Imperiul persan; numele își are originea de la diplomatul spartan Antalcidas, participant la negocieri.                                                  |
| 241 î.Hr.       | Tratatul lui Lutatius               | Încheie Primul război punic dintre Roma și Cartagina; numele provine de la generalul roman Gaius Lutatius Catulus.                                                                                        |
| 229 î.Hr.       | Tratatul Ebrului                    | Stabilește râul Ebru din Peninsula Iberică drept linie de frontieră între Republica romană și Cartagina.                                                                                                  |
| 216 î.Hr.       | Tratatul macedoneano-cartaginez     | Se încheie o alianță îndreptată împotriva Romei între regele Filip al V-lea al Macedoniei și conducătorul cartaginez Hanibal.                                                                             |
| 205 î.Hr.       | Tratatul de la Phoenice             | Se pune capăt Primului război macedonean. |
| 196 î.Hr.       | Tratatul de la Tempea               | Se pune capăt celui de al doilea război macedonean. |
| 188 î.Hr.       | Tratatul de la Apamea               | Încheiat între Republica romană și Antioh al III-lea "cel Mare", suveranul statului seleucid. |
| 161 î.Hr.       | Tratatul romano-iudeu               | Se stabilește o relație de amiciție între regele iudeu Iuda Macabeul și Republica romană. |
| 85 î.Hr.        | Tratatul Dardanos                   | Se încheie Primul Război Mithradatic. |
| 387             | Pacea de la Acilisene               | Armenia este împărțită între Imperiul roman de răsărit și Persia. |
| 435             | Tratatul de la Margus               | Imperiul Roman de Răsărit plătea tribut hunilor conduși de Attila și Bleda. |
| 587             | Tratatul de la Andelot              | Încheiat între Guntram, rege al francilor din Burgundia, și Brunhilda; Guntram adoptă pe fiul Brunhildei, Childebert al II-lea.                                                                           |
| 628             | Tratatul de la Hudaybiyyah          | Încheiat între musulmani triburile Quraish din Mecca; se stabilește un armistițiu de 10 ani. |
| 638             | Tratatul de pe râul Ili             | Încheiat între turcii răsăriteni și cei apuseni. |
| 651             | „Bakt”                              | Tratat între Nubia și Egiptul musulman. |
| 716             | Tratatul bizantino-bulgar           | Stabilește granițele dintre Bizanț și Primul Țarat Bulgar; încheiat în urma victoriei bulgarilor din bătălia de la Anchialos.                                                                             |
| 803             | Pax Nicephori                       | Pax Nicephori este un termen utilizat pentru tratate de pace. Pacea dintre Carol cel Mare, proaspăt încoronat ca împărat al Occidentului și Imperiul bizantin reprezentat de împăratul Nicefor I Genikos. |
| 811             | Tratatul de la Heiligen             | Stabilește frontiera sudică a Danemarcei pe râul Eider. |
| 815             | Tratatul bizantino-bulgar           | Încheie o serie prelungită de confruntări bizantino-bulgare. |
| 836             | „Pactum Sicardi”                    | Pace între ducatul de Neapole și principatul de Salerno, negociată de Sicard. |
| 843             | Tratatul de la Verdun               | Imperiul carolingian este divizat între fiii lui Carol cel Mare. |
| 870             | Tratatul de la Mersen               | Ajustări ale tratatului de la Verdun din 843. |
| 878–890         | Tratatul dintre Alfred și Guthrum   | Încheiat între regele anglo-saxon din Wessex, Alfred cel Mare și Guthrum, căpetenia vikingilor din Anglia de est.                                                                                         |
| 907             | Tratatul bizantino-rus              | Este reglementat statutul coloniei negustorilor din Rusia kieveană la Constantinopol. |
| 911             | Tratatul bizantino-rus              | Încheiat între Imperiul bizantin și Rusia kieveană. |
| 911             | Tratatul de la Saint-Clair-sur-Epte | Carol al III-lea, Împărat carolingian "cel Simplu" acordă Normandia căpteniei normande Rollo. |
| 921             | Tratatul de la Bonn                 | Francia Occidentală și Francia Răsăriteană se recunosc reciproc. |
| 945             | Tratatul bizantino-rus              | Încheiat între Imperiul bizantin și Rusia kieveană. |
| 1002            | Pacea de la Merseburg               | Încheiată între împăratul Henric al II-lea și ducele Bolesław I „cel Viteaz” de Polonia. |
| 1005            | Tratatul Shanyuan                   | 13-18 ianuarie. Se stabilesc relații între dinastiile chineze Song de nord and Liao. |
| 1013            | Pacea de la Merseburg               | Încheiată între împăratul Henric al II-lea și ducele Bolesław I „cel Viteaz” de Polonia. |
| 1018            | Pacea de la Bautzen                 | Încheiată între împăratul Henric al II-lea și ducele Bolesław I „cel Viteaz” de Polonia.. |
| 1031            | Pacea de la Bautzen                 | Încheiată între împăratul Henric al II-lea și ducele Mieszko II de Polonia. |
| 1033            | Pacea de la Merseburg               | Încheiată între împăratul Henric al II-lea și ducele Mieszko II de Polonia. |
| 1050            | Tratatul bizantino-turco-persan     | Semnat între împăratul bizantin Constantin al IX-lea Monomahul și conducătorul selgiucid Tughril. |
| 1059            | Tratatul de la Melfi                | Papa Nicolae al II-lea recunoaște statele normanzilor din Italia de sud. |
| 1080            | Tratatul de la Ceprano              | Papa Grigore al VII-lea încheie o alianță cu normandul Robert Guiscard și îi recunoalte cuceririle din Italia.                                                                                            |
| 1082            | Tratatul bizantino-venețian         | Imperiul bizantin acordă privilegii comerciale Veneției în schimbul sprijinului militar împotriva normanzilor.                                                                                            |
| 1091            | Tratatul de la Caen                 | Se încheie disputa dintre regele William al II-lea al Angliei și ducele Robert Curthose de Normandia. |
| 1101            | Tratatul de la Alton                | Ducele Robert Curthose de Normandia recunoaște pe Henric I ca rege al Angliei. |
| 1108            | Tratatul de la Devol                | Principatul cruciat de Antiohia devine în mod nominal vasal față de Imperiul bizantin. |
| 1122            | Concordatul de la Worms             | Denumit și Pactum Calixtinum (23 septembrie). Încheiat între papa Calixt al II-lea și împăratul Henric al V-lea. Înțelegerea a pus capăt luptei de investitură între papă și împărat.                     |
| 1123            | Pactum Warmundi                     | Regatul Ierusalimului se aliază cu Veneția. |
| 1127            | Pactul de la Támara                 | Pace încheiată de Aragon și Castilia prin care fiecare își delimita noile granițe |
| 1137            | Tratatul de la Tui                  | Comitatului Portugaliei i se acordă autonomia în mod oficial. |
| 1139            | Tratatul de la Mignano              | Regele Roger al II-lea al Siciliei este recunoscut ca rege legitim de către papa Inocențiu al II-lea. |
| 1140            | Tratatul de la Carrion              | Este semnat între Castilia și Aragon, în virtutea căruia se reia "Reconquista": castilienii atacă pe musulmani de-a lungul râului Duero, iar Aragonul și Navarra ating Ebrul.                             |
| 1141            | Tratatul de la Shaoxing             | Încheie conflictul dintre dinastiile chineze Jin și Song de sud. |
| 1143            | Tratatul de la Zamora               | Independența Portugaliei este recunoscută de către regatul Leónului și Castiliei. |
| 1151            | Tratatul de la Tudilén              | Sunt recunoscute cuceririle regatului de Aragon la sud de Júcar și viitoarele cuceriri în zona Murciei.                                                                                                   |
| 1153            | Tratatul de la Wallingford          | Se încheie în mod oficial anarhia din regatul Angliei provocată de războiul civil dintre pretendenta Matilda și vărul său, regele Ștefan al Angliei.                                                      |
| 1153            | Tratatul de la Konstanz             | Împăratul Frederic Barbarossa și papa Eugeniu al III-lea cad de acord să apere Italia împotriva împăratului bizantin Manuel I Comnen.                                                                     |
| 1156            | Tratatul de la Benevento            | Se încheie pacea între Statul papal și regatul normand al Siciliei. |
| 1158            | Tratatul de la Sahagún              | Încheiat între regele Sancho al III-lea al Castiliei și regele Ferdinand al II-lea al Leónului. |
| 1170            | Tratatul de la Sahagún              | Încheiat între regele Alfonso al VIII-lea al CCastiliei și regele Afonso I al Portugaliei. |
| 1175            | Tratatul de la Windsor              | Încheiat între regele Henric al II-lea al Angliei și ultimul "mare rege al Irlandei, Ruaidrí Ua Conchobair (Rory O'Connor).                                                                               |
| 1177            | Tratatul de la Veneția              | Pace încheiată între papa Alexandru al III-lea, Liga Lombardă, regatul normand al Siciliei și împăratul Frederic Barbarossa.                                                                              |
| 1179            | Tratatul de la Cazorla              | Stabilește zonele de cucerire în Andalusia între regatele Aragonului și Castiliei. |
| 1183            | Pacea de la Konstanz                | Pace încheiată între Liga Lombardă și împăratul Frederic Barbarossa. Sunt confirmate prevederile pacea de la Veneția.                                                                                     |
| 1192            | Tratatul de la Ramla                | Se încheie Cruciada a treia. |

## 1200–1299
| Anul      | Denumirea                                        | Scurtă prezentare |
| --------- | ------------------------------------------------ | --- |
| 1200      | Tratatul de la Le Goulet                         | Regii Ioan Fără de Țară al Angliei și Filip al II-lea August al Franței încheie pacea. |
| 1204      | Partitio terrarum imperii Romaniae               | Înțelegere stabilită între participanții la Cruciada a patra asupra împărțirii Imperiul bizantin (septembrie-octombrie). Actul de naștere al Imperiului latin de Constantinopol.                                               |
| 1209      | Tratatul de la Speyer                            | Otto al IV-lea renunță la Concordatul de la Worms. |
| 1212      | „Bula de Aur” a Siciliei                         | Stabilește drepturile și obligațiile monarhilor din Boemia. |
| 1214      | Tratatul de la Nymphaion                         | Se încheie pacea între Imperiul de la Niceea și Imperiul latin de Constantinopol. |
| 1215      | Magna Charta Libertatum                          | Încheiat între regele Ioan Fără de Țară al Angliei și baronii săi. |
| 1217      | Tratatul de la Lambeth                           | Încheiat între regele Ludovic al VIII-lea al Franței și regele Henric al III-lea al Angliei. |
| 1220      | Confoederatio cum principibus ecclesiasticis     | Încheiat între împăratul Frederic al II-lea de Hohenstaufen și principii ecleziastici germani. |
| 1218      | „Charta de Aur” a Bernei                         | Cantonul elvețian Berna devine independent. |
| 1219      | Tratatul dintre Veneția și Imperiul de la Niceea | Se acordă venețienilor libertatea comerțului pe cuprinsul întregului Imperiu bizantin de la Niceea, în schimbul neacordării de sprijin pentru Imperiul Latin de Constantinopol.                                                |
| 1222      | Bula de Aur de la 1222                           | Regele Andrei al II-lea al Ungariei acordă nobililor din Ungaria dreptul de a nu se supune monarhului atunci când acesta acționează împotriva legii.                                                                           |
| 1226      | Tratatul de la Melun                             | Obligă pe conții flamanzi să jure fidelitate coroanei Franței. |
| 1226      | „Bula de Aur” de la Rimini                       | Rezolvă disputele asupra ținutului Chełmno din Polonia. |
| 1229      | Tratatul de la Paris                             | Încheierea oficială a cruciadei împotriva albigensilor din sudul Franței. |
| 1230      | Tratatul de la San Germano                       | Împăratul Frederic al II-lea restituie Sicilia către papa Grigore al IX-lea. |
| 1230      | Tratatul de la Ceprano                           | Stabilește condițiile de reconciliere dintre papa Grigore al IX-lea și împăratul Frederic al II-lea. |
| 1230      | Tratatul de la Kruszwica                         | Ducele Conrad I de Mazovia acordă ținutul Chełmno prusienilor și Ordinului de Dobrzyń. |
| 1231      | Statutum in favorem principum                    | Regele Henric al II-lea acordă drepturi și privilegii principilor laici germani. |
| 1234      | „Bula de Aur” de la Rieti                        | Ținutul Chełmno este recunoscut ca fiind supus autorității papale. |
| 1236      | Tratatul de la Kremmen                           | Margrafiatul de Brandenburg obține cea mai mare parte din teritoriul și din dreptul de succesiune asupra ducatului de Pomerania.                                                                                               |
| 1237      | Tratatul de la York                              | Înțelegere între regii Henric al III-lea al Angliei și Alexandru al III-lea al Scoției. |
| 1244      | Tratatul de la Almizra                           | Se stabilesc granițele Regatului de Valencia. |
| 1244      | Tratatul de la Jativa                            | Permite maurilor din Spania deținerea castelului Jativa vreme de doi ani, înainte de a-l preda regelui Iacob I al Aragonului.                                                                                                  |
| 1245      | Tratatul de la Al-Azraq                          | Încheiat între regele Iacob I al Aragonului și conducătorul musulman Mohammad Abu Abdallah Ben Hudzail al Sahuir. |
| 1249      | Tratatul de la Christburg                        | Încheie pacea dintre păgânii din Prusia și cavalerii teutoni. |
| 1250      | Tratatul de la Landin                            | Margrafiatul de Brandenburg pierde drepturile asupra Pomeraniei în favoarea ducatului de Pomerania-Stettin. |
| 1258      | Tratatul de la Corbeil                           | Stabilește hotarele dintre Franța și coroana Aragonului. |
| 1258      | Proviziunile de la Oxford                        | Încheiat între regele Henric al III-lea al Angliei și baronii săi. Se hotărăște constituirea unui conciliu baronial permanent (Parlament).                                                                                     |
| 1259      | Tratatul de la Paris                             | Încheiat între regii Ludovic al IX-lea al Franței și Henric al III-lea al Angliei. |
| 1261      | Tratatul de la Nymphaion                         | Pact comercial și defensiv între Imperiul bizantin de la Niceea și republica genoveză. |
| 1262      | Vechea convenție a Islandei                      | Între căpeteniile din Islanda și regele Haakon al IV-lea al Norvegiei. Se semnează uniunea dintre Islanda și Norvegia. |
| 1265      | Tratatul de la Pipton                            | Se încheie alianța dintre prințul Llywelyn din Țara Galilor și Simon de Montford. |
| 1266      | Dictatul de la Kenilworth                        | Se pune capăt ostilităților dintre Simon de Montfort, conte de Leicester, și regele Henric al III-lea al Angliei; intră în vigoare de la 1267.                                                                                 |
| 1266      | Tratatul de la Perth                             | Se stabilește suveranitatea asupra Western Isles, Insulei Man și Northern Isles între Norvegia și Scoția. |
| 1267      | Tratatul de la Badajoz                           | Regii Alfonso al X-lea al Castiliei și Afonso al III-lea al Portugaliei cad de acord asupra graniței de pe rîul Guadiana dintre cele două coroane.                                                                             |
| 1267      | Tratatul de la Montgomery                        | Regele Henric al III-lea al Angliei acordă lui Llywelyn titlul de Prinț de Wales. |
| 1267      | Tratatul de la Viterbo                           | Acordă lui Carol I al Neapolelui drepturile de împărat titular de Constantinopol. |
| 1271      | Pacea de la Pressburg                            | Pune capăt războiului dintre Boemia și Ungaria. |
| 1277      | Tratatul de la Aberconwy                         | Încheiat între regele Eduard I al Angliei și prințul Llewelyn alȚara Galilor. |
| 1281      | Tratatul de la Orvieto                           | Semnat între regele Carol I al Siciliei, Veneția și Philip de Courtenay, în încercarea de recuperare a Imperiului latin. |
| 1283      | Tratatul de la Rheinfelden                       | Ducele Rudolf al II-lea al Austriei predă puterea fratelui său mai vârstnic, Albert I. |
| 1285      | Tratatul de la Kalmar                            | Orașelor hanseatice le sunt reînnoite privilegiile de pe teritoriul Norvegiei (31 octombrie). |
| 1287      | Tratatul de la San Agyaz                         | Se recunoaște cucerirea insulei Minorca de la mauri de către regele Alfons al III-lea al Aragonului (17 ianuarie). |
| 1287      | Tratatul de la Oloron                            | Înțelegere între regele Filip al IV-lea "cel Frumos" al Franței și regele Alfons al III-lea al Aragonului, mediat de regele Eduard I al Angliei; se încheie acorduri privitoare la situația din Neapole și Sicilia (28 iunie). |
| 1289–1290 | Tratatul de la Birgham                           | Tentativă de a pune capăt disputei dintre familiile Balliol și Bruce pentru tronul Scoției; nu a intrat în vigoare. |
| 1291      | Tratatul de la Tarascon                          | Pune capăt cruciadei aragoneze. |
| 1295      | Auld Alliance (Vechea Alianță)                   | Scoția și Franța încheie primul tratat de apărare comună împotriva Angliei. |
| 1295      | Tratatul de la Anagni                            | Sunt reafirmate clauzele din Tratatul de la Tarascon, însă eșuează în a rezolva pe cale diplomatică problema Siciliei. |

## 1300–1399
| Anul | Denumirea                            | Scurtă prezentare |
| ---- | ------------------------------------ | --- |
| 1302 | Pacea de la Caltabellotta            | Se încheie războiul Vecerniilor Siciliene. |
| 1303 | Tratatul de la Paris                 | Gasconia este restituită Angliei de către Franța în cadrul Războiului de 100 de ani. |
| 1304 | Tratatul de la Torrellas             | Stabilește pacea între regatele Castiliei și Aragonului și împarte Murcia între cele două state. |
| 1305 | Tratatul de la Athis-sur-Orge        | Franța obține orașele Lille, Douai și Béthune din partea Flandrei, care își recâștigă independența.                                                                                                  |
| 1305 | Tratatul de la Elche                 | Se modifică prevederile din Tratatul de la Torrellas și acordă Cartagena Castiliei. |
| 1309 | Tratatul de la Soldin                | Ordinul teutonic achiziționează de la margraful Waldemar drepturile asupra provinciei Pomerelia și orașului Danzig.                                                                                  |
| 1317 | Tratatul de la Templin               | Dinastia Ascaniană cedează teritoriile Schlawe-Stolp către tribul slav al pomeranienilor. |
| 1323 | Tratatul de la Nöteborg              | Stabilește granițele dintre Suedia și Novgorod. |
| 1323 | Tratatul de la Paris                 | Contele Ludovic de Flandra ridică pretențiile Flandrei asupra provinciei Zeelanda. |
| 1326 | Tratatul de la Corbeil               | Se reînnoiesc prevederile din Auld Alliance (Vechea Alianță) dintre Franța și Scoția. |
| 1326 | Tratatul de la Novgorod              | Pune capăt deceniilor de dispute de la frontiera dintre Norvegia și Novgorod. |
| 1328 | Tratatul de la Edinburgh-Northampton | Încheiat între regele Eduard al III-lea al Angliei și Scoția. |
| 1329 | Tratatul de la Pavia                 | Încheiat între împăratul Ludovic al IV-lea, Împărat al Sfântului Imperiu Roman și nepoții săi. |
| 1338 | Declarația de la Rhense              | Se stabilește ca principii germani să îl poată alege pe împărat fără consimțământul papalității. |
| 1343 | Tratatul de la Kalisz                | Încheiat între regele Cazimir al III-lea al Poloniei și cavalerii teutoni. |
| 1354 | Tratatul de la Stralsund             | Rezolvă disputele de graniță dintre ducatele de Mecklenburg și Pomerania. |
| 1354 | Tratatul de la Mantes                | Primul tratat de pace dintre regii Carol al II-lea al Navarrei și Ioan al II-lea al Franța. |
| 1355 | Tratatul de la Valognes              | Al doilea tratat de pace dintre regii Carol al II-lea al Navarrei și Ioan al II-lea al Franța. |
| 1355 | Tratatul de la Paris                 | Se recunoaște anexarea baroniei de Gex de către comitatul de Savoia. |
| 1358 | Tratatul de la Zadar                 | Republica venețiană pierde dominația asupra Dalmației în favoarea regelui Ludovic I de Anjou al Ungariei.                                                                                            |
| 1359 | Tratatul de la Londra                | Provinciile din vestul Franței sunt cedate regelui Angliei; Statele Generale ale Franței sunt repudiate din Paris.                                                                                   |
| 1360 | Tratatul de la Brétigny              | Se încheie prima fază din Războiul de 100 de ani. |
| 1370 | Tratatul de la Stralsund             | Se încheie războiul dintre Liga Hanseatică și Danemarca. |
| 1371 | Tratatul de la Vincennes-Edinburgh   | Reînnoirea Auld Alliance (Vechii Alianțe) dintre regatele Franței and Scoției. |
| 1373 | Tratatul anglo-portughez             | Tratat de alianță între regii Eduard al III-lea al Angliei și Ferdinand I al Portugaliei; reprezintă cel mai vechi tratat aflat încă în vigoare.                                                     |
| 1379 | Tratatul de la Neuberg               | Teritoriile familiei de Habsburg se împart între ducii Albert al III-lea și Leopold al III-lea de Austria.                                                                                           |
| 1380 | Tratatul de la Dovydiškės            | Regele Jogaila al Lituaniei semnează un tratat secret cu cavalerii teutoni împotriva rivalului său Kęstutis.                                                                                         |
| 1382 | Tratatul de la Dubysa (Dubissa)      | Regele Jogaila al Lituaniei promite Ordinului teutonic încheierea unei alianțe pe 4 ani, convertirea sa la creștinism și cedarea provinciei Samogitia; tratatul nu a fost niciodată pus în aplicare. |
| 1385 | Uniunea de la Krewo                  | Se hotărăște uniunea dinastică dintre Polonia și Lituania. |
| 1386 | Tratatul de la Windsor               | Reînnoirea alianței dintre Anglia și Portugalia din 1373. |
| 1390 | Tratatul de la Königsberg            | Încheierea alianței dintre marele duce al Lituaniei, Vitold, și cavalerii teutoni. |
| 1397 | Tratatul de la Kalmar                | Se încheie Uniunea de la Kalmar între regatele Danemarcei, Suediei și Norvegiei; devine nulă și lipsită de valabilitate de la 1523.                                                                  |
| 1398 | Tratatul de la Salynas               | Marele duce al Lituaniei, Vitold, renunță la provincia Samogitia în favoarea Ordinului teutonic. |

## 1400–1499
| Anul | Denumirea                                            | Scurtă prezentare |
| ---- | ---------------------------------------------------- | --- |
| 1401 | Uniunea de la Vilnius și Radom                       | Este reafirmată Uniunea de la Krewo privind uniunea dintre Polonia și Lituania și se asigură autonomia Marelui Ducat al Lituaniei. |
| 1411 | Prima pace de la Thorn                               | Se încheie războiul Poloniei și Lituaniei împotriva cavalerilor teutoni. |
| 1412 | Tratatul de la Lubowla                               | Încheiat între regii Vladislav al II-lea al Poloniei al Poloniei și Sigismund de Luxemburg al Ungariei. |
| 1412 | Compromisul de la Caspe                              | Încheiat între regatele de Aragon și Castilia, asigurând accesul casei de Trastámara la tronul aragonez, în eventualitatea unificării Spaniei. |
| 1413 | Uniunea de la Horodło sau Pactul de la Horodło       | Este reafirmată Uniunea de la Krewo și Uniunea de la Vilnius și Radom; permite Lituaniei să aibă un mare duce separat și un parlament de sine stătător. |
| 1416 | Tratatul otomano-venețian                            | Republica venețiană obține anumite drepturi comerciale în Imperiul Otoman. |
| 1420 | Tratatul de la Troyes                                | Încercare a regelui Angliei de a ocupă și tronul Franței. |
| 1422 | Tratatul de la Melno                                 | Ordinul Teutonic renunță la Nieszawa în favoarea Poloniei și la toate pretențiile asupra provinciei Samogitia și asupra nordului Lituaniei în favoarea Marelui Ducat al Lituaniei; la rândul său, Polonia renunță la pretențiile asupra Pomereliei, Culmerlandului și a ținutului Michelauer din estul Curlandei. |
| 1424 | Edictul de la Wieluń                                 | Adepții mișcării husite sunt alungați de pe teritoriul Regatului polon. |
| 1428 | Tratatul de la Delft sau Reconcilierea de la Delft   | Se încheie ostilitățile Angliei cu Comitatul Flandra. |
| 1431 | Tratatul de la Medina del Campo                      | Portugalia încheie pacea cu Regatul Castiliei; ratificat la Almeirim în 1432. |
| 1432 | Uniunea de la Grodno                                 | Este întărită Uniunea statală polono-lituaniană. |
| 1433 | Armistițiul de la Łęczyca                            | Oprește ostilitățile din războiul dintre Polonia și Ordinul Teutonic (1431–1435). |
| 1435 | Tratatul de la Arras                                 | Este reconciliată disputa dintre regele Carol al VII-lea al Franței și ducele Filip cel Bun de Burgundia. |
| 1435 | Pacea de la Brześć Kujawski                          | Încheie războiul dintre Polonia și Ordinul Teutonic. |
| 1441 | Tratatul de la Copenhaga                             | Christopher de Bavaria, rege al Danemarcei, zdrobește o mare răscoală țărănească din nordul Iutlandei; Marea Baltică se deschide pentru negustorii din Olanda. |
| 1443 | Tratatul de la Gyehae                                | Încheiat între familia Joseon și shogunii din familia Ashikaga; pirateria de pe coastele Japoniei devine controlată și se legalizează comerțul dintre insula Tsushima și unul dintre porturile din Coreea. |
| 1444 | Pacea de la Szeged sau Tratatul de la Edirne         | Încheiată între Regatul Ungariei și Imperiul Otoman. |
| 1454 | Tratatul de la Lodi sau Pacea de la Lodi             | Se stabilește pacea între statele italiene Milano, Florența și Veneția. |
| 1454 | Tratatul de la Cölln                                 | Ordinul Teutonic amanetează Neumark către electoratul de Brandenburg. |
| 1455 | Tratatul de la Mewe                                  | Ordinul Teutonic vinde Neumark către electoratul de Brandenburg. |
| 1456 | Tratatul de la Yazhelbitsy                           | Se încheie pacea între cneazul Vasile al II-lea și poporul din Novgorod. |
| 1459 | Tratatul de la Eger                                  | Numit și Compromisul Principal de la Eger sau Pacea de la Eger, a fost încheiat la data de 25 aprilie în orașul Eger. Tratatul a stabilit granița dintre Regatul Boemiei și Principatul Saxoniei. |
| 1460 | Tratatul de la Ribe                                  | Stabilește statutul provinciilor Schleswig și Holstein. |
| 1461 | Tratatul de la Westminster                           | Scoția se împarte între regele Eduard al IV-lea și contele de Douglas. |
| 1465 | Tratatul de la Conflans                              | Se încheie în mod oficial Guerre folle (Războiul nebun). |
| 1466 | A doua pace de la Thorn                              | Se încheie Războiul de 13 ani (1454-1466) dintre Polonia și Ordinul Teutonic. |
| 1466 | Tratatul de la Soldin                                | Ducatul Pomeraniei devine în mod nominal fief al electoratului de Brandenburg. Măsura eșuează, iar războiul izbucnește. |
| 1468 | Tratatul de la Péronne                               | Încheiat între ducele Carol Temerarul de Burgundia și regele Ludovic al XI-lea al Franței. |
| 1472 | Tratatul de la Prenzlau                              | Declară pe Albert al III-lea al Brandenburgului, electorul de Brandenburg, drept conducător de Pomerania–Stettin. |
| 1474 | Tratatul de la Utrecht                               | Pune capăt războiului dintre Anglia și Liga Hanseatică condusă de orașele Lübeck și Danzig. |
| 1475 | Tratatul de la Picquigny                             | Regele Ludovic al XI-lea plătește pe regele Eduard al IV-lea să renunțe la pretențiile asupra tronului francez. |
| 1478 | Tratatul de la Brno                                  | Împărțirea teritoriului Boemiei între regele Ladislau al II-lea al Boemiei și Ungariei și Matia Corvin. |
| 1479 | Pacea de la Olomouc                                  | Este ratificat Tratatul de la Brno. |
| 1479 | Tratatul de la Alcaçovas                             | Încheiat între regatele Castiliei și Portugaliei; se pune capăt războiului civil din Castilia început la 1474. |
| 1479 | Tratatul de la Constantinopol                        | Încheierea oficială a războiului de 15 ani dintre Veneția și Imperiul Otoman. |
| 1482 | Tratatul de la Arras                                 | Încheiat între regele Ludovic al XI-lea al Franței și conducătorii Țările de Jos. |
| 1482 | Tratatul de la Münsingen                             | Contele Eberhard I reunește ținutul Württembergului și îl declară indivizibil. |
| 1484 | Tratatul de la Bagnolo                               | Pune capăt Războiului Ferrarei (1482–1484) dintre Ercole I d'Este și papa Sixtus al IV-lea și aliații săi venețieni. |
| 1485 | Tratatul de la Leipzig                               | Saxonia este divizată între electorul Ernest și ducele Albert. |
| 1488 | Tratatul de la Sablé sau Tratatul lui Le Verger      | Ducele Francisc I devine vasal al regelui Carol al VIII-lea al Franței. |
| 1489 | Tratatul de la Medina del Campo                      | În primul rând, un contract matrimonial între Arthur Tudor și Caterina de Aragon. |
| 1489 | Tratatul de la Frankfurt                             | Încheiat între împăratul Maximilian I de Austria și trimișii regelui Carol al VIII-lea al Franței. |
| 1489 | Tratatul de la Dordrecht                             | Se stabilește o alianță între împăratul Maximilian I și regele Henric al VII-lea al Angliei. |
| 1489 | Tratatul de la Redon                                 | Regele Henric al VII-lea al Angliei acordă lordului Daubeney din Bretagne 6.000 de soldați englezi. |
| 1490 | Tratatul de la Woking (Okyng)                        | Încheiat de regele Henric al VII-lea al Angliei cu regina Isabella I de Castilia și cu regele Ferdinand al II-lea de Aragon, prin negocierea ambasadorului la Londra, Dr Rodrigo Gonzalez de la Puebla; se referă la căsătoria dintre Caterina de Aragon și Arthur, Prinț de Wales                                |
| 1491 | Pacea de la Pressburg                                | Stabilește succesiunea în Austria și Ungaria. |
| 1491 | Tratatul de la Granada sau Capitulația de la Granada | Renunțarea la suveranitate din partea maurilor din Regatul Granadei în favoarea Spaniei. |
| 1492 | Pacea de la Etaples                                  | Se încheie războiul dintre Anglia și Franța. |
| 1493 | Tratatul de la Barcelona                             | Franța cedează Roussillon și Cerdagne către Spania, în schimbul menținerii neutralității acesteia pe parcursul războiului din Italia. |
| 1493 | Tratatul de la Senlis                                | Franța cedează Ducatul Burgundia, Comitatul Artois, Picardia și Țările de Jos către casa de Habsburg. |
| 1493 | Tratatul de la Pyritz                                | Prefigurează încheierea conflictului dintre Brandenburg și Pomerania. |
| 1494 | Tratatul de la Tordesillas                           | Tratatul de la Tordesillas (7 iunie). Împărțirea Lumii Noi între Spania și Portugalia. |
| 1496 | Intercursus Magnus                                   | Reglementarea unor dispute comerciale dintre Anglia și Țările de Jos. |
| 1497 | Tratatul de la Ayton                                 | Încheierea unei păci pe 7 ani între Anglia și Scoția, sub arbitrajul regilor Spaniei. |
| 1499 | Tratatul de la Basel                                 | Încheie Războiul Suabiei disputat între Liga suabă și Confederația Elvețiană. |

## 1500–1599
| Anul | Denumirea                                                                                      | Scurtă prezentare |
| ---- | ---------------------------------------------------------------------------------------------- | --- |
| 1500 | Tratatul de la Granada                                                                         | Regele Ferdinand al II-lea de Aragon încuviințează sprijinirea Franței în pretențiile acesteia asupra Regatului Neapolelui. |
| 1501 | Tratatul de la Trente                                                                          | Austria recunoaște toate cuceririle franceze din nordul Italiei. |
| 1502 | Pacea veșnică                                                                                  | Se încheie ostilitățile dintre Anglia și Scoția; lovit de nulitate în 1513. |
| 1504 | Tratatul de la Blois                                                                           | Sistare temporară a disputelor din cadrul Războaielor Italiene. |
| 1504 | Tratatul de la Lyon                                                                            | 31 ianuarie. Regele Ludovic al XII-lea al Franței cedează Regatul Neapolelui regelui Ferdinand al II-lea de Aragon. |
| 1511 | Tratatul de la Westminster                                                                     | Alianță încheiată între regii Henric al VIII-lea al Angliei și Ferdinand al II-lea de Aragon îndreptată împotriva Franței. |
| 1516 | Pacea de la Noyon                                                                              | Împărțirea Italiei între Franța și Spania. |
| 1517 | Tratatul de la Rouen                                                                           | Încercare de reînnoire a Auld Alliance dintre Scoția și Franța. |
| 1518 | Tratatul de la Londra                                                                          | Se încheie un pact de neagresiune între Franța, Anglia, Imperiul romano-german, Statul papal, Spania, Burgundia și Țările de Jos. |
| 1522 | Tratatul de la Windsor                                                                         | Încheiat între împăratul Carol Quintul și regele Henric al VIII-lea al Angliei; principala sa clauză prevede invadarea Franței. |
| 1524 | Tratatul de la Malmö                                                                           | Marchează încheierea războiului de eliberare a Suediei. |
| 1525 | Tratatul de la Cracovia                                                                        | 8 aprilie. Document semnat între Regatul Poloniei reprezentat de Sigismund I al Poloniei și Marele Maestru al Ordinului Cavalerilor Teutoni, care a pus capăt oficial Războiului polono-german (1519–1521), în care Cavalerii teutoni au fost învinși. |
| 1526 | Tratatul de la Hampton Court                                                                   | Încheierea păcii între Franța și Anglia. |
| 1526 | Tratatul de la Madrid                                                                          | Încetare temporară a pretențiilor Franței în Italia, în favoarea împăratului Carol Quintul. |
| 1526 | Tratatul de alianță dintre cantoanele Geneva, Berna și Fribourg                                | Se pune capăt dominației dinastiei de Savoia asupra Genevei, care devine parte a Confederației cantoanelor elvețiene. |
| 1527 | Tratatul de la Westminster                                                                     | Tratat de alianță între regii Henric al VIII-lea al Angliei și Francisc I al Franței împotriva regelui Spaniei Carol Quintul. |
| 1528 | Tratatul de la Gorinchem                                                                       | Încheiat între împăratul Carol Quintul și ducele Carol de Geldern. |
| 1529 | Tratatul de la Barcelona                                                                       | Regele Francisc I al Franței restituie provincia Franche-Comté către Burgundia. |
| 1529 | Tratatul de la Cambrai                                                                         | De asemenea cunoscut drept Paix des Dames (Pacea doamnelor). |
| 1529 | Tratatul de la Zaragoza                                                                        | Precizează linia de demarcație din Oceanul Pacific dintre posesiunile teritoriale ale Spaniei și Portugaliei. |
| 1529 | Tratatul de la Grimnitz                                                                        | Familia de Hohenzollern și casa de Pomerania cad de acord asupra succesiunii în ducatul pomeranian. |
| 1531 | Liga de la Schmalkalden                                                                        | Liga de la Schmalkalden (27 februarie) a fost o alianță militară de apărare a prinților luterani din Sfântul Imperiu Roman de națiune germană. |
| 1533 | Tratatul de la Constantinopol                                                                  | Se încheie ostilitățile dintre Imperiul Otoman și Habsburgi. |
| 1534 | Tratatul de la Bassein                                                                         | Sultanul Bahadur al Gujaratului cedează Portugaliei insulele Mumbai și alte teritorii. |
| 1537 | Tratatul de la Novgorod                                                                        | Armistițiu între Rusia și Suedia. |
| 1538 | Tratatul de la Nagyvárad                                                                       | Ioan Zapolya este recunoscut ca rege al Ungariei, în vreme ce împăratul Ferdinand I de Habsburg păstrează teritoriile de apus ale Ungariei. |
| 1541 | Primul tratat de la Brömsebro                                                                  | Încheiat de Suedia cu Danemarca și Norvegia, aflate într-o uniune personală. |
| 1543 | Tratatul de la Greenwich                                                                       | Conține două acorduri care prevăd realizarea uniunii dintre regatele Angliei și Scoției. |
| 1543 | Tratatul de la Venlo                                                                           | Ducele Wilhelm de Jülich, Kleve și Berg cedează teritoriul provinciei Geldern și comitatul de Zutphen către împăratul Carol Quintul. |
| 1544 | Tratatul de la Speyer                                                                          | Stabilește pacea între Danemarca și Imperiul romano-german. |
| 1544 | Tratatul de la Crépy                                                                           | Împăratul Carol Quintul renunță la pretențiile asupra Burgundiei, în vreme ce regele Francisc I al Franței renunță la Regatul Neapolelui. |
| 1551 | Tratatul de la Weissenburg, cunoscut și ca Tratatul de la Karlsburg                            | Arhiducele Ferdinand de Austria este declarat ca rege al Ungariei și Transilvaniei. |
| 1552 | Pacea de la Passau                                                                             | Împăratul Carol Quintul garantează protestanților luterani libertatea de religie. |
| 1552 | Tratatul de la Chambord                                                                        | Principele elector Mauriciu de Saxonia cedează orașele Toul, Verdun și Metz regelui Henric al II-lea al Franței. |
| 1555 | Pacea de la Augsburg                                                                           | Semnată de împăratul Carol Quintul cu forțele Ligii de la Schmalkalden. |
| 1555 | Tratatul de la Amasya                                                                          | Pune capăt războiului dintre Imperiul Otoman și Persia dinastiei safavide. |
| 1556 | Tratatul de la Vaucelles                                                                       | Regele Henric al II-lea al Franței cedează provincia Franche-Comté regelui Filip al II-lea al Spaniei. |
| 1557 | Tratatul de la Novgorod                                                                        | Se încheie războiul dintre Rusia și Suedia, început în 1554. |
| 1557 | Tratatul de la Pozvol                                                                          | Se încheie o fază a Războiului livonian. |
| 1559 | Pacea de la Cateau Cambrésis                                                                   | Pune capăt Războaielor italiene. |
| 1559 | Tratatele de la Vilna                                                                          | Se încheie Războiul livonian. |
| 1560 | Tratatul de la Edinburgh                                                                       | Semnat între Anglia, Scoția și Franța; se pune capăt asediului asupra Leith și se încearcă eliminarea clauzelor din Auld Alliance. |
| 1561 | Tratatele de la Vilna                                                                          | Ordinul livonian se supune uniunii polono-lituaniene. |
| 1562 | Edictul de la Saint-Germain, cunoscut și ca Edictul din Ianuarie                               | Recunoaște drepturile hughenoților francezi și le garantează acestora libertatea de conștiință și bunurile. |
| 1562 | Tratatul de la Hampton Court                                                                   | Se stabilesc legături între regina Elisabeta I a Angliei și conducătorul hughenot Ludovic I de Bourbon, îrinț de Conde. |
| 1562 | Tratatul de la Mozhaysk                                                                        | Rusia și Danemarca își oferă asistență mutuală pentru asigurarea drepturilor lor în Livonia. |
| 1563 | Edictul de la Amboise                                                                          | Se încheie prima fază din Războaiele religioase din Franța. |
| 1564 | Tratatul de la Dorpat                                                                          | Acord între Rusia și Suedia de asistență mutuală în chestiunea Livoniei. |
| 1568 | Pacea de la Longjumeau                                                                         | Se încheie a doua fază din Războaiele religioase din Franța; se confirmă prevederile din Edictul de la Amboise; expiră în august 1568. |
| 1568 | Tratatul de la Roskilde                                                                        | Se încheie pacea între Lübeck, uniunea danezo-norvegiană și Suedia, în cadrul Războiului nordic de 7 ani; nu a fost ratificat. |
| 1569 | Uniunea de la Lublin                                                                           | Se realizează unirea dintre Regatul Poloniei și Marele Ducat al Lituaniei într-un singur stat. |
| 1570 | Tratatul de la Stettin                                                                         | Se pune capăt Războiului nordic de 7 ani. |
| 1570 | Tratatul de la Speyer                                                                          | Ioan Sigismund Zapolya renunță la coroana Regatului Ungariei și se intitulează „Transilvaniae et partium regni Hungariae princeps”, principe al Transilvaniei și al [unei] părți a Regatului Ungariei.                                                 |
| 1570 | Pacea de la Saint-Germain-en-Laye                                                              | Se încheie a treia fază din Războaiele religioase din Franța. |
| 1572 | Tratatul de la Blois                                                                           | Regina Elisabeta I a Angliei și Caterina de Medici, regina Franței încheie o alianță împotriva Spaniei. |
| 1573 | Edictul de la Boulogne                                                                         | Se încheie a patra fază din Războaiele religioase din Franța; hughenoților li se acordă dreptul de a locui în La Rochelle, Montauban și Nîmes. |
| 1576 | Edictul de la Beaulieu, cunoscut și ca Edictul de la Beaulieu-les-Loches sau ca Pacea Domnului | Se încheie a cincea fază din Războaiele religioase din Franța; regele Henric al III-lea al Franței acordă hughenoților anumite drepturi. |
| 1576 | Pacificarea de la Gent                                                                         | Alianță a provinciilor din Țările de Jos împotriva dominației Spaniei. |
| 1577 | Tratatul de la Bergerac, cunoscut și ca Edictul de la Poitiers                                 | Se încheie a șasea fază din Războaiele religioase din Franța; hughenoții au dreptul de a-și practica credința exclusiv în suburbii. |
| 1577 | Edictul din 1577, cunoscut și ca Edictul veșnic                                                | Se iau măsuri pentru îndepărtarea trupelor spaniole din Țările de Jos; este întărită Pacificarea de la Gent. |
| 1579 | Uniunea de la Atrecht                                                                          | Statele din sudul Țărilor de Jos își exprimă loialitatea față regele Spaniei. |
| 1579 | Uniunea de la Utrecht                                                                          | Statele din nordul Țărilor de Jos se raliază Olandei. |
| 1580 | Tratatul de la Fleix, cunoscut și ca Edictul de la Fleix                                       | Se încheie a șaptea fază din Războaiele religioase din Franța; sunt confirmate tratatele anterioare garantând libertăți religioase pentru hughenoți.                                                                                                   |
| 1580 | Tratatul de la Plessis-les-Tours                                                               | Francisc de Anjou, duce de Anjou, devine suveran al Țărilor de Jos. |
| 1582 | Pacea de la Jam Zapolski                                                                       | Se încheie Războiul livonian dintre Polonia și Marele Cnezat al Moscovei. |
| 1583 | Tratatul de la Plussa                                                                          | Armistițiu între Rusia și Suedia, în cadrul Războiului livonian, început în 1558. |
| 1584 | Tratatul de la Joinville                                                                       | Se constituie o alianță catolică între Liga catolică din Franța și Spania habsburgică împotriva forțelor protestante ca și a reginei Elisabeta I a Angliei.                                                                                            |
| 1585 | Tratatul de la Nemours                                                                         | Sunt revocate concesiile anterioare acordate hughenoților. |
| 1585 | Tratatul de la Nonsuch                                                                         | Anglia acordă sprijin Olandei în Războiul de 80 de ani. |
| 1586 | Tratatul de la Berwick                                                                         | Bună vecinătate stabilită între regine Elisabeta I a Angliei și regele Iacob al VI-lea al Scoției. |
| 1590 | Tratatul lui Ferhat Pașa                                                                       | Se încheie războiul dintre Imperiul Otoman și Persia dinastiei safavide. Regiunea Caucazului trece sub control turcesc. |
| 1595 | Tratatul de la Teusina, cunoscut și ca Tratatul de la Tyavzino                                 | Se încheie războiul dintre Rusia și Suedia, izbucnit în 1590. |
| 1598 | Pacea de la Vervins                                                                            | Se decide retragerea forțelor spaniole de pe teritoriul Franței. |
| 1598 | Edictul de la Nantes                                                                           | Regele Henric al IV-lea al Franței acordă substanțiale drepturi hughenoților. |

## 1600–1699
| Anul | Denumirea                                                        | Scurtă prezentare |
| ---- | ---------------------------------------------------------------- | --- |
| 1601 | Tratatul de la Lyon                                              | Regele Henric al IV-lea al Franței achiziționează Bugey, Valromey, Gex și Bresse. |
| 1604 | Tratatul de la Londra                                            | Pune capăt ostilităților dintre Anglia și Spania. |
| 1606 | Pacea de la Žitava                                               | Cunoscută și ca Pacea de la Zsitvatorok. Se încheie lungul război dintre Imperiul Otoman și Casa de Habsburg. |
| 1606 | Tratatul de la Viena                                             | Sunt restituite toate drepturile/privilegiile constituționale ale ungurilor atât din Transilvania cât și în Ungaria. |
| 1608 | Tratatul de la Lieben                                            | Împăratul Rudolf al II-lea acordă Ungaria, teritoriile austriece din zona Dunării și Moravia fratelui său, Matia. |
| 1609 | Tratatul de la Anvers                                            | Cunoscut și ca Armistițiul de 12 ani. Spania și Olanda cad de acord asupra unui armistițiu pentru 12 ani. |
| 1610 | Tratatul de la Brussol                                           | Cunoscut și ca Tratatul de la Bruzolo. Se încheie o alianță militară între ducele Carol Emanuel I de Savoia și regele Henric al IV-lea al Franței împotriva prezenței Spaniei în Italia. |
| 1612 | Tratatul lui Nasuh Pașa                                          | Încheiat între Imperiul Otoman și Persia dinastiei Safavide; este revizuit tratatul de la 1590, în sensul recâștigării de către Persia a unor teritorii pierdute anterior. |
| 1613 | Tratatul de la Knäred                                            | Se încheie Războiul de la Kalmar dintre Danemarca și Suedia. |
| 1613 | Tratatul Row Wampum                                              | Cunoscut și sub numele de Guswhenta sau Kaswhenta. Încheiat între triburile irocheze și reprezentanții guvernului olandez. |
| 1614 | Tratatul de la Xanten                                            | Se încheie chestiunea succesiunii asupra provinciei Jülich. |
| 1615 | Pacea de la Asti                                                 | Ducele Carol Emanuel I al Savoiei de Savoia renunță la pretențiile asupra Monferrato. |
| 1615 | Pacea de la Tyrnau                                               | Gábor Bethlen este recunoscut ca principe al Transilvaniei. |
| 1615 | Tratatul de la Serav                                             | Este ratificat tratatul de la 1612 dintre Imperiul Otoman și Persia. |
| 1616 | Tratatul de la Loudun                                            | Se încheie ostilitățile dintre regina Maria de Medici a Franței și prinții francezi răsculați, sub conducerea prințului de Condé. |
| 1617 | Tratatul de la Pavia                                             | Ducatul de Savoia cedează Monferrato către Mantova. |
| 1617 | Tratatul de la Stolbovo                                          | Pune capăt "Războiului Ingriei" dintre Suedia și Marele Cnezat al Moscovei. |
| 1618 | Armistițiul de la Deulino                                        | Cunoscut și ca Pacea de la Dywilino. Se încheie războiul dintre Polonia și Marele Cnezat al Moscovei început în 1605; valabilitatea armistițiului expiră în 1632. |
| 1619 | Tratatul de la Angoulême                                         | Se încheie războiul civil din Franța dintre susținătorii reginei Maria de Medici și fiul său, regele Ludovic al XIII-lea. |
| 1619 | Tratatul de la Munchen                                           | Ducele Maximilian de Bavaria al Bavariei permite împăratului Ferdinand al II-lea utilizarea trupelor sale, în schimbul unor teritorii din regiunea Palatinatul Elector. |
| 1620 | Tratatul de la Ulm                                               | Uniunea Protestantă încetează a-i mai acorda sprijin pretendentului Frederic al V-lea. |
| 1621 | Pacea de la Nikolsburg                                           | Cunoscută și ca Pacea de la Mikulov. Încheie războiul principelui Gabriel Bethlen al Transilvaniei împotriva împăratului Ferdinand al II-lea. |
| 1621 | Tratatul de la Madrid                                            | Regiunea Valtelline este restituită către grisoni, iar protestanților din regiune li se recunoaște libertatea religioasă. |
| 1621 | Tratatul de la Hotin                                             | Încheiat între Imperiul Otoman și Uniunea statală polono-lituaniană. |
| 1622 | Tratatul de la Montpellier                                       | Încheiat între regele Ludovic al XIII-lea al Franței și ducele Henric de Rohan; este confirmat Edictul de la Nantes. |
| 1623 | Tratatul de la Paris                                             | Franța, Savoia și Veneția cad de acord asupra izgonirii forțelor spaniole din regiunea Valtelline. |
| 1625 | Tratatul de la Haga                                              | Anglia și Olanda cad de acord asupra sprijinirii financiare a regelui Christian al IV-lea al Danemarcei, în cadrul Războiului de 30 de ani. |
| 1626 | Pacea de la Pressburg                                            | Se pune capăt revoltei din Boemia împotriva Habsburgilor. |
| 1626 | Tratatul de la Monzón                                            | Franța și Spania își împart în mod egal drepturile de control asupra regiunii Valtelline. |
| 1627 | Capitulația de la Franzburg                                      | Ducatul Pomeraniei rămâne sub ocupația trupelor imperiale, comandate de generalul Albrecht von Wallenstein. |
| 1628 | Tratatul de la Munchen                                           | Ducele Maximilian de Bavaria este recunoscut ca principe-elector; totodată, i se recunoaște ducelui de Bavaria controlul asupra Palatinatului Superior și a malului drept al Rinului pentru 30 de ani. |
| 1629 | Edictul de Restituire                                            | Împăratul Ferdinand al II-lea încearcă să își întărească achizițiile teritoriale și religioase dobândite după Pacea de la Augsburg. |
| 1629 | Tratatul de la Lübeck                                            | Danemarca se retrage din Războiul de Treizeci de Ani. |
| 1629 | Armistițiul de la Altmark                                        | Cunoscut și ca Tratatul de la Stary Targ. Pune capăt ostilităților dintre Suedia și Uniunea polono-lituaniană. |
| 1629 | Pacea de la Alais                                                | Încheiată între hughenoți și regele Ludovic al XIII-lea al Franței; sunt confirmate principiile de bază din Edictul de la Nantes. |
| 1630 | Pacea de la Regensburg                                           | Cunoscută și ca Tratatul de la Ratisbona. Sunt sistate temporar ostilitățile din cadrul Războiului de succesiune a Mantovei. |
| 1630 | Tratatul de la Stettin                                           | Ducatul Pomeraniei se aliază cu Suedia și acceptă prezența trupelor suedeze. |
| 1631 | Tratatul de la Bärwalde                                          | Franța și Suedia încheie o alianță îndreptată împotriva Imperiului romano-german. |
| 1631 | Tratatul de la Cherasco                                          | Se pune capăt Războiului de succesiune a Mantovei. |
| 1631 | Tratatul de la Munchen                                           | Franța și Bavaria încheie o alianță secretă. |
| 1632 | Tratatul de la Saint-Germain-en-Laye                             | Anglia restituie Franței Noua Franță. |
| 1632 | Tratatul lui Ahmet Pașa                                          | Se întrerup temporar ostilitățile dintre Imperiul Otoman și Persia. |
| 1634 | Tratatul de la Polyanovka                                        | Cunoscut și ca Tratatul de la Polanów sau Tratatul de la Polyanov. Se încheie Războiul Smolenskului dintre Polonia și Marele Cnezat al Moscovei. |
| 1635 | Pacea de la Praga                                                | Încheiată între împăratul Ferdinand al II-lea și cea mai mare parte dintre statele protestante din Imperiu. |
| 1635 | Tratatul de la Sztumska Wieś                                     | Cunoscut ca și Tratatul de la Stuhmsdorf, Armistițiul de la Stuhmsdorf și Pacea de la Stuhmsdorf. Suedia renunță la unele teritorii în favoarea Uniunii polono-lituaniene. |
| 1636 | Tratatul de la Wismar                                            | Se constituie o alianță între Suedia și Franța împotriva Habsburgilor. |
| 1638 | Tratatul de la Hamburg                                           | Se confirmă Tratatul de la Wismar; Franța oferă Suediei suma de 1.000.000 de livre. |
| 1638 | Tratatul de la Hartford                                          | Se acordă indienilor Pequot pământuri pe valea râului Connecticut, precum și dreptul de a utiliza limba proprie. |
| 1639 | Tratatul de la Berwick                                           | Cunoscut și ca Pacificarea de la Berwick. Se încheie Primul război al episcopilor dintre regele Carol I al Angliei și scoțieni. |
| 1639 | Tratatul de la Zuhab                                             | Cunoscut și ca Pacea de la Qasr-e-Shirin. Se încheie războiul dintre Persia și Imperiul Otoman. Granița stabilită prin acest tratat este valabilă și în ziua de azi. |
| 1639 | Tratatul lui Asurar Ali                                          | Se stabilește hotarul dintre Imperiul Mogul și regatul Ahom. |
| 1640 | Tratatul de la Ripon                                             | Încheiat între regele Carol I al Angliei al Scoției și scoțieni ca urmare a celui de Al doilea război al episcopilor. |
| 1642 | Tratatul de la Axim                                              | Se reglementează jurisdicția statului olandez și Compania olandeză a Indiilor de Vest cu privire la orașul și regiunea Axim. |
| 1643 | Liga Solemnă                                                     | Cunoscută și drept Convenția Solemnă. Stabilită între scoțieni și "capetele rotunde" (parlamentariștii englezi). Parliamentarians. |
| 1645 | Al doilea tratat de la Brömsebro                                 | Cunoscut și ca Pacea de la Brömsebro. Se încheie "Războiul lui Torstenson" dintre Suedia și Uniunea danezo-norvegiană. |
| 1647 | Armistițiul de la Ulm                                            | Ducele Maximilian de Bavaria este nevoit să renunțe la alianța cu împăratul Ferdinand al II-lea. |
| 1648 | Pacea Westfalică                                                 | Încheie Războiul de Treizeci de Ani și Războiul de 80 de ani; se stabilesc principiul suveranității națiunilor în funcțiune și astăzi. Tratatul de pace este alcătuit din două documente: „Tratatul din Münster” (încheiat între Sfântul Imperiu Roman și Franța), și „Tratatul din Osnabrück” (încheiat între Sfântul Imperiu Roman și Suedia). Primele negocieri de pace au avut loc în Köln, urmate de negocierile din Lübeck și Hamburg. Cele două tratate alcătuiesc împreună Pacea Westfalică. |
| 1648 | Tratatul de la Concordia                                         | Cunoscut ca și Tratatul de partiție de la 1648, împarte insula Saint Martin din Antile între Franța și Olanda. |
| 1649 | Pacea de la Rueil                                                | Se încheie episoadele inițiale ale Frondei, în cadrul războiului civil din Franța. |
| 1649 | Tratatul de la Zboriv                                            | Plasează trei provincii din Ucraina sub controlul cazacilor. |
| 1650 | Tratatul de la Breda                                             | Încheiat între regele Carol al II-lea al Angliei și scoțieni, în cadrul Războiului celor Trei Regate. |
| 1650 | Tratatul de la Hartford                                          | Stabilește linia de demarcație dintre colonia olandeză Noul Amsterdam și locuitorii englezi din Connecticut. |
| 1651 | Tratatul de la Bila Tserkva                                      | Stabilește pacea între Uniunea statală polono-lituaniană și cazacii din Ucraina, ca urmare a bătăliei de la Berestechko. |
| 1653 | Tratatul de la Stettin                                           | Suedia și Brandenburg împart Pomerania. |
| 1654 | Tratatul de la Pereyaslav                                        | Încheiat între Marele Cnezat al Moscovei și cazaci. |
| 1654 | Tratatul de la Westminster                                       | Pune capăt Primului război anglo-olandez. |
| 1655 | Tratatul de la Kėdainiai                                         | Se încheie al doilea război nordic. Marele Ducat al Lituaniei trece sub protectoratul Suediei. |
| 1655 | Uniunea de la Kėdainiai                                          | Uniunea dintre Marele Ducat al Lituaniei și Suedia. |
| 1655 | Tratatul de la Rinsk                                             | Se încheie o alianță împotriva Suediei între Brandenburg și Prusia, în cadrul celui de al doilea război nordic. |
| 1656 | Tratatul de la Königsberg                                        | Ducatul Prusia și Ermland devin fiefuri ale Suediei. |
| 1656 | Tratatul de la Marienburg                                        | Alianță între Brandenburg și Suedia. |
| 1656 | Tratatul de la Elbing                                            | Stabilirea olandezilor și suedezilor la Danzig. |
| 1656 | Tratatul de la Labiau                                            | Familia Hohenzollern devine pe deplin suverană Ducatul Prusia și Ermland. |
| 1656 | Armistițiul de la Vilna                                          | Rusia și Polonia, aflate în război din 1654, încheie un armistițiu pentru a se alia contra Suediei. |
| 1656 | Tratatul de la Viena                                             | Alianță între Habsburgi și Polonia împotriva Suediei. |
| 1656 | Tratatul de la Radnot                                            | Se preconizează o împărțire a Uniunii polono-lituaniene; Transilvania intră în Al doilea război nordic de partea Suediei. |
| 1656 | Tratatul de la Butre                                             | Încheiat între statul african Ashanti și Compania Olandeză a Indiilor de Vest, prin care se stabilește un protectorat olandez în regiune. |
| 1657 | Tratatul de la Viena                                             | Al doilea tratat de alianță între Habsburgi și Uniunea polono-lituaniană îndreptat împotriva Suediei. |
| 1657 | Tratatul de la Wehlau                                            | [Polonia accept suveranitatea familiei de Hohenzollern asupra Ducatului Prusiei, în schimbul semnării unei alianțe împotriva Suediei. |
| 1657 | Tratatul de la Bromberg sau Tratatul de la Bydgoszcz             | Este confirmat Tratatul de la Wehlau. |
| 1657 | Tratatul de la Paris                                             | Se încheie o alianță militară între Anglia și Franța îndreptată împotriva Spaniei. |
| 1657 | Tratatul de la Raalte                                            | Willem al II-lea își pierde prerogativele de vicerege de Overijssel. |
| 1658 | Tratatul de la Hadiach                                           | Încheiat între Polonia și cazaci. |
| 1658 | Tratatul de la Taastrup                                          | Acord între regii Carol al X-lea Gustav al Suediei și Frederic al III-lea al Danemarcei, precedînd Tratatul de la Roskilde. |
| 1658 | Tratatul de la Roskilde                                          | Uniunea danezo-norvegiană cedează teritoriul Skåne către Suedia. |
| 1658 | Tratatul de la Valiesar                                          | Suedia cedează temporar unele mici teritorii către Rusia; încetarea ostilităților în cel de al doilea Război nordic. |
| 1659 | Tratatul Pirineilor                                              | Încheie Războiul de 30 de ani dintre Franța și Spania. |
| 1659 | Tratatul de la Haga                                              | Înțelegere între Anglia, Franța și Olanda cu privire la pacea dintre Danemarca și Suedia. |
| 1660 | Tratatul de la Copenhaga                                         | Încheierea păcii dintre Danemarca și Suedia; Trondheim este restituit Norvegiei, iar Bornholm către Danemarca. |
| 1660 | Tratatul de la Oliva sau Pacea de la Oliva                       | Încheierea păcii între Suedia, Brandenburg-Prusia și Polonia. |
| 1661 | Tratatul de la Cardis sau Pacea de la Cardis                     | Încheierea păcii între Suedia și Rusia. |
| 1661 | Tratatul de la Haga                                              | Olanda recunoaște stăpânirea portugheză asupra Recife, în Brazilia. |
| 1662 | Tratatul de la Montmartre                                        | Ducele Carol al IV-lea de Lorena acordă stăpânirea asupra ducatului regelui Ludovic al XIV-lea al Franței. |
| 1663 | Tratatul de la Ghilajharighat                                    | Încheiat între regatul Ahom și Imperiul Mogul. |
| 1664 | Pacea de la Vasvár                                               | Încheiat între Habsburgi și Imperiul Otoman ca urmare a bătăliei de la Saint Gotthard; a durat pînă în 1683. |
| 1665 | Tratatul de la Purandar                                          | Încheiat între Jai Singh din Rajput și Shivaji Maharaj. |
| 1667 | Tratatul de la Breda                                             | Încheie cel de al doilea război anglo-olandez. |
| 1667 | Tratatul de la Andrusovo                                         | Pune capăt războiului dintre Marele Cnezat al Moscovei și Uniunea statală polono-lituaniană. |
| 1668 | Prima Triplă Alianță                                             | Alianță încheiată între Anglia, Olanda și Suedia. |
| 1668 | Tratatul de la Aix-la-Chapelle                                   | Se pune capăt "Războiului de devoluție" dintre regele Ludovic al XIV-lea al Franței și Habsburgii din Spania. |
| 1668 | Tratatul de la Bongaja                                           | Sultanul Saif-ud-Din din Tidore recunoaște influența olandeză asupra teritoriilor din Indonezia. |
| 1668 | Trtatatul de la Lisabona                                         | Spania recunoaște suveranitatea Portugaliei; în schimb, obține Ceuta de la aceasta. |
| 1670 | Tratatul secret de la Dover                                      | Franța se angajează să sprijine Anglia să revină în sânul Bisericii Catolice, iar Anglia promite să susțină militar Franța împotriva Olandei. |
| 1670 | Tratatul de la Madrid                                            | Încheiat între Anglia și Spania. |
| 1672 | Tratatul de la Buczacz                                           | Încheiat între Uniunea statală polono-lituaniană și Imperiul Otoman. Regiunea Podolia trece sub control turcesc. |
| 1674 | Tratatul de la Westminster                                       | Se încheie al treilea război anglo-olandez. |
| 1675 | Acordul de la Strasbourg                                         | Primul acord internațional care condamnă folosirea armelor chimice (de exemplu, gloanțele otrăvite); semnat între Franța și Imperiul Habsburgic. |
| 1676 | Tratatul de la Żurawno                                           | Încheiat între Imperiul Otoman și Uniunea statală polono-lituaniană; este ratificat tratatul din 1672. |
| 1677 | Tratatul de la 1677                                              | Triburile indo-americane din Virginia jură fidelitate față de Anglia. |
| 1678 | Tratatele de la Nijmegen                                         | Pun capăt războiului dintre Franța și Olanda. |
| 1678 | Tratatul de la Casco                                             | Se încheie războiul dintre indo-americanii din Massachussetts și coloniștii englezi. |
| 1679 | Tratatul de la Saint-Germain-en-Laye                             | Suediei i se restituie Pomerania și Bremen-Verden. |
| 1681 | Tratatul de la Bakhchisarai                                      | Pune capăt războiului dintre Rusia și Turcia început în 1676 și stabilește un armistițiu pe 20 de ani, timp în care Niprul separă stăpânirile Imperiului Otoman de teritoriile rusești. |
| 1686 | Pacea eternă                                                     | Încheie războiul dintre Marele Cnezat al Moscovei și Polonia. |
| 1689 | Tratatul de la Nerchinsk                                         | Acord de pace semnat între Rusia și dinastia Qing din China. |
| 1691 | Tratatul de la Limerick                                          | Încheie un război civil din Irlanda. |
| 1697 | Tratatul de la Ryswick                                           | Încheie războiul dintre Franța și "Marea Alianță". |
| 1698 | Tratatul de la Haga                                              | Încercare de rezolvare a chestiunii moștenirii coroanei spaniole. |
| 1699 | Tratatul de la Karlowitz, cunoscut și ca Tratatul de la Karloviț | Pune capăt războiului dintre alianță constituită din Austria, Veneția și Uniunea statală polono-lituaniană, și Imperiul Otoman. |
| 1699 | Tratatul de la Preobrazhenskoye                                  | Danemarca, Rusia, Saxonia și Uniunea statală polono-lituaniană preconizează divizarea Suediei. |

## 1700–1799
| Anul | Denumirea | Scurtă prezentare |
| ---- | --- | --- |
| 1700 | Tratatul de la Londra | Încercare de restaurare a Pragmaticii Sancțiuni ca urmare a decesului ducelui Iosif Ferdinand de Bavaria. |
| 1700 | Tratatul de la Constantinopol | Se încheie pacea între Rusia și Imperiul Otoman. |
| 1700 | Pacea de la Travendal | Pace temporară între Suedia și Uniunea danezo-norvegiană în cadrul Marelui Război Nordic. |
| 1701 | Marea pace de la Montreal | Se încheie pacea între Noua Franță și 39 triburi de amerindieni din America de Nord. |
| 1701 | Tratatul de la Haga | Anglia, Austria, Olanda și Imperiul romano-german încheie o alianță defensivă împotriva Franței. |
| 1703 | Tratatul lui Methuen | Încheiat între Portugalia și Anglia; numele provine de la lordul Methuen, principalul negociator din partea Angliei. |
| 1704 | Tratatul de la Ilbersheim | Marchează retragerea Bavariei din Războiul Succesiunii Spaniole. |
| 1704 | Tratatul de la Narva | Se încheie alianța dintre Saxonia, Polonia și Rusia împotriva Suediei, în cadrul Marelui Război al Nordului. |
| 1705 | Tratatul de la Varșovia | Se încheie o alianță între Suedia și Uniunea statală polono-lituaniană, aflată sub ocupația trupelor suedeze. |
| 1706 | Tratatul de la Altranstädt | Prin acest tratat semnat cu regele Carol al XII-lea al Suediei, August "cel Puternic", electorul Saxoniei renunță la tronul Poloniei. |
| 1707 | Tratatul de Uniune | Se realizează unirea dintre regatele Angliei și Scoției, pentru a se crea Regatul Marii Britanii. |
| 1707 | Tratatul de la Altranstädt | Împăratul Iosif I garantează regelui Carol al XII-lea al Suediei toleranța religioasă și libertatea de conștiință pentru protestanții din Silezia. |
| 1709 | Tratatul de la Thorn | Alianță încheiată între Saxonia, Polonia și Rusia, în cadrul Marelui Război Nordic. |
| 1709 | Tratatul de la Copenhaga | Se încheie o alianță între Rusia și Danemarca. |
| 1710 | Capitularea Estoniei și Livoniei | Teritoriile și orașele din Estonia și Livonia se predau Rusiei, în cadrul Marelui Război Nordic. |
| 1710 | Tratatul de la Hanovra | Alianță între Hanovra și Rusia, în cadrul Marelui Război Nordic. |
| 1711 | Tratatul de la Szatmár (Satu Mare), cunoscut și ca Pacea de la Szatmár sau Satu Mare                                                                                  | Pune capăt răscoalei antihabsburgice a curuților, conduse de către Francisc Rákóczi al II-lea. |
| 1711 | Tratatul de la Prut | Încheiat între Imperiul Otoman și Rusia, care pierde câteva teritorii și este nevoită să acorde liberă trecere regelui Carol al XII-lea al Suediei. |
| 1713 | Tratatul de la Utrecht | Pune capăt Războiului de succesiune la tronul Spaniei. Marea Britanie și Țările de Jos au încetat lupta împotriva Franței după ce s-a semnat tratatul. (Au fost două tratate principale semnate în martie și aprilie).                                                       |
| 1713 | Tratatul de la Portsmouth | Ia sfârșit "Războiul Reginei Ana", dintre triburile Abenakis și coloniștii englezi din Massachusetts. |
| 1713 | Tratatul de la Schwedt | Alianță între Rusia și Prusia, în cadrul Marelui Război Nordic. |
| 1714 | Tratatul de la Rastatt | Războiul de succesiune spaniol se încheie. Se semnează Tratatul de la Rastatt (6 martie) între Franța și Austria; disputele dintre regele Ludovic al XIV-lea al Franței și împăratul Carol al VI-lea încetează.                                                              |
| 1714 | Tratatul de la Baden | Al 2-lea tratat. Se încheie definitiv ostilitățile dintre Franța și Austria și totodată Războiul de succesiune spaniol. Se semnează Tratatul de la Baden (7 septembrie). Spania a ratificat mai greu tratatele de pace. Conflictul cu Austria a continuat până în anul 1720. |
| 1715 | Tratatul de la Stettin | Se stabilește o alianță între Hanovra, Marea Britanie și Prusia. |
| 1715 | Tratatul de la Berlin | Alianță între Hanovra, Marea Britanie și Danemarca. |
| 1715 | | |
| 1715 | Tratatul de la Greifswald | Alianță între Hanovra, Marea Britanie și Rusia. |
| 1717 | A doua Triplă Alianță | Încheiată între Marea Britanie, Olanda și Franța. |
| 1718 | Tratatul de la Passarowitz sau Tratatul de la Požarevac | Încheie războiul dintre Austria și Imperiul Otoman. Transilvania pierde Banatul și Țara Românească, Oltenia. |
| 1720 | Tratatul de la Haga | Spania cedează teritoriile din Italia după războiul cu Cvadrupla Alianță. |
| 1720 | Tratatul de la Frederiksborg | Se pune capăt Marelui Război Nordic, dintre Suedia și uniunea danezo–norvegiană. |
| 1720 | Tratatul de la Stockholm | Se pune capăt Marelui Război Nordic, dintre Suedia, pe de o parte, și Hanovra și Brandenburg-Prusia. |
| 1721 | Tratatul de la Nystad | Se pune capăt Marelui Război Nordic, dintre Suedia și Rusia. |
| 1725 | Tratatul de la Hanovra | Stabilește o alianță militară între Marea Britanie, Franța, Prusia, Suedia, Olanda și Danemarca împpotriva Spaniei. |
| 1725 | Tratatul de la Viena | Iau sfârșit pretențiile Habsburgilor la tronul Spaniei; Austria promite să ajute Spania în încercarea de a recupera Gibraltar de la englezi. |
| 1727 | Tratatul de la Kyakhta | Sunt redefinite frontierele dintre Rusia și China. |
| 1729 | Tratatul de la Sevilla | Marea Britanie își menține controlul asupra Port Mahon și Gibraltarului. |
| 1731 | Tratatul de la Viena | Este confirmată Cvadrupla Alianță dintre Austria, Marea Britanie, Olanda și Spania. |
| 1732 | Tratatul lui Löwenwolde, cunoscut și ca Tratatul celor Trei Vulturi Negri sau ca Tratatul de la Berlin                                                                | Stabilește o politică comună a Austriei, Rusiei și Prusiei cu privire la succesiunea tronului Poloniei. |
| 1732 | Tratatul de la Rasht | Rusia renunță la pretențiile asupra teritoriilor Persiei. |
| 1733 | Tratatul de la Torino | Acord secret între Franța și ducatul de Savoia de asistență militară în vederea războiului de succesiune la tronul Poloniei. |
| 1733 | Tratatul de la Escorial | Primul pact al familiei Bourbon (ramurile din Franța și din Spania, căzând de acord asupra apărării mutuale și alianței militare în vederea cuceririi teritoriilor din Italia stăpânite de Habsburgi.                                                                        |
| 1736 | Tratatul de la Constantinopol | Se suspendă ostilitățile dintre Imperiul Otoman și Persia Safavidă. |
| 1738 | Tratatul de la Viena | Ia sfârșit războiul de succesiune la tronul Poloniei. |
| 1739 | Tratatul de la Belgrad | Încheie războiul dintre Austria și Imperiul Otoman. A fost semnat pe 18 septembrie. Austria înapoia Țării Românești, Oltenia, care fusese luată prin Tratatul de la Passarowitz din 1718. De asemenea, Rusia se obligă să-și retragă trupele din Moldova.                    |
| 1739 | Tratatul de la El Pardo | Spania și Marea Britanie își reglementează pretențiile asupra navigației și comerțului de pe continentul american. |
| 1739 | Tratatul de la Niš | Încheie războiul dintre Rusia și Imperiul Otoman. |
| 1740 | Tratatul de prietenie și alianță | Încheiat între triburile Miskito și Marea Britanie. |
| 1742 | Tratatul de la Berlin | Se pune capăt Războiului de Succesiune la tronul Austriei, numit și Primul război al Sileziei. |
| 1742 | Tratatul de la Breslau sau Tratatul de la Wroclaw | Se pune capăt Războiului de Succesiune la tronul Austriei, numit și Primul război al Sileziei. |
| 1742 | Convenția de la Torino | Își încetează valabilitatea promisiunea Austriei și Sardiniei de a-și acorda asistență împotriva Spaniei. |
| 1743 | Tratatul de la Åbo, cunoscut și ca Tratatul de la Turku | Încheiat între Rusia și Suedia. |
| 1743 | Tratatul de la Worms | Se încheie o alianță politică între Marea Britanie, Austria și Sardinia. |
| 1745 | Tratatul de la Dresden | Austria confirmă pierderea Sileziei în favoarea Prusiei în urma celui de al doilea război silezian. |
| 1745 | Tratatul de la Fontainebleau | Încheierea unei alianțe militare între regele Ludovic al XV-lea al Franței și prințul Carol Eduard, pretendent la tronul Angliei din familia Stuart. |
| 1745 | Tratatul de la Füssen | Ia sfîrșit sprijinul acordat de Bavaria în favoarea Franței în cadrul Războiului de succesiune la tronul Austriei. |
| 1746 | Tratatul de la Kerden | Pune capăt ostilităților dintre Imperiul Otoman și Persia dinastiei Afsharide. |
| 1748 | Tratatul de la Aix-la-Chapelle | Se încheie Războiul de succesiune la tronul Austriei. |
| 1750 | Tratatul de la Madrid | Definitivează limitele dintre coloniile spaniole și cele portugheze în America de Sud, înlocuind Tratatul de la Tordesillas. |
| 1752 | Tratatul de la Aranjuez | Sunt recunoscute interesele Spaniei, respectiv Austriei în Italia. |
| 1755 | Tratatul de la Giyanti | Sultanatul de Mataram este împărțit între prințul Mangkubumi și Pakubuwono al III-lea. |
| 1756 | Tratatul de la Westminster | Tratat de neutralitate semnat între Franța și Marea Britanie. |
| 1757 | Tratatul de la Alinagar | Încheiat între Compania Britanică a Indiilor de Est și sultanul Nawab al Bengalului. |
| 1758 | Tratatul de la Easton | Mai multe triburi amerindiene cad de acord să nu lupte împotriva Marea Britanie în cadrul conflictelor acesteia cu Franța. |
| 1761 | Tratatul de la El Pardo | Tratatul de la Madrid din 1750 este declarat nul. |
| 1762 | Tratatul de la Fontainebleau | Înțelegere secretă prin care Franța consimte să cedeze provincia Louisiana către Spania. |
| 1762 | Tratatul de la Sankt Petersburg | Se încheie Războiul de Șapte Ani dintre Rusia și Prusia. |
| 1762 | Tratatul de la Hamburg | Încheiat între Prusia și Suedia. |
| 1763 | Tratatul de la Hubertusburg | Pune capăt Războiului de Șapte Ani. Tratatul de la Paris a fost semnat pe 10 februarie. |
| 1763 | Primul Tratat de la Paris | Pune capăt Războiului de Șapte Ani. Tratatul de la Paris a fost semnat pe 10 februarie. |
| 1765 | Tratatul de la Allahabad | Împăratul mogulilor Shah Aalum al II-lea acordă drepturi către Compania Britanică a Indiilor de Est. |
| 1766 | Tratatul de la Batticaloa, cunoscut și ca Tratatul Hanguranketha | Regele Keerthisiri Rajasinghe din Kandy recunoaște posesiunile olandeze din Sri Lanka. |
| 1768 | Tratatul de la Fort Stanwix | Granițele stabilite prin Proclamația din 1763 în America de Nord sunt mutate către vest. |
| 1768 | Tratatul de la Masulipatam | Se confirmă cucerirea de către englezi a statului Hyderabad din India. |
| 1770 | Tratatul de la Lochaber | Tribul Cherokee din America de Nord abandonează teritoriile în favoarea Marii Britanii. |
| 1774 | Tratatul de la Kuciuk-Kainargi | Se încheie războiul dintre Rusia și Turcia început din 1768. |
| 1776 | Tratatul de la Watertown | Alianță încheiată între coloniștii englezi din Massachusetts și triburile Mi'kmaq din Nova Scotia. |
| 1776 | Tratatul de la Purandar | Încheiat între populația Maratha și Compania Britanică a Indiilor de Est. |
| 1777 | Primul tratat de la San Ildefonso | Se pune capăt disputelor dintre Portugalia și Spania asupra teritorii din America de Sud. |
| 1777 | Tratatul de la Aranjuez | Stabilește limitele dominației spaniole și franceze în Santo Domingo. |
| 1778 | Tratatul de amiciție și comerț | Se stabilește o alianță comercială între Franța și Statele Unite ale Americii. |
| 1778 | Tratatul de alianță, cunoscut și ca Alianța franco-americană. | Se stabilește o alianță militară între Franța și Statele Unite ale Americii. |
| 1778 | Tratatul de la El Pardo | Regina Maria I a Portugaliei cedează Annobón, Bioko și unele teritorii de pe coasta Guineei către regele Carol al III-lea al Spaniei. |
| 1778 | Tratatul de la Fort Pitt, cunoscut și ca al patrulea tratat de la Pittsburgh                                                                                          | Acordă Statelor Unite permisiunea de a putea străbate teritoriul Delaware, ca și posibilitatea de a apela la sprijinul amerindienilor Delaware împotriva trupelor britanice.                                                                                                 |
| 1779 | Tratatul de la Aranjuez | Spania se alătură Statelor Unite în războiul împotriva Marii Britanii. |
| 1779 | Tratatul de la Teschen | Încheie războiul de succesiune a Bavariei, dintre Austria și Prusia. |
| 1779 | Tratatul de la Aynalıkavak | Sunt ratificate prevederile din Tratatul de la Kuciuk-Kainargi. |
| 1780 | Tratatul de la Aranjuez | Spania cedează unele teritorii din Maroc. |
| 1782 | Edictul de toleranță | Împăratul Iosif al II-lea promovează toleranța religioasă față de supușii evrei. |
| 1782 | Tratatul de la Salbai | Încheiat între Imperiul Maratha și Compania Britanică a Indiilor de Est. |
| 1783 | Al doilea tratat de la Paris | Pune capăt războiului de independență al Statelor Unite. |
| 1783 | Tratatul de la Georgievsk | Plasează regatul gruzin de Kartli-Kakheti sub suzeranitatea Rusiei. |
| 1784 | Tratatul de la Fort Stanwix | Confederația triburilor irocheze cedează Statelor Unite toate pământurile de la vest de râul Niagara. |
| 1785 | Tratatul de la Fontainebleau | Confirm[ prevederea din Pacea Westfalică prin care estuarul Scheldt se află sub suveranitatea olandeză. |
| 1785 | Tratatul de amiciție și comerț | Încheiat între Prusia și Statele Unite ale Americii, promovând comerțul liber. |
| 1785 | Tratatul de la Hopewell | Încheiat între Statele Unite ale Americii și amerindienii Cherokee. |
| 1785 | Tratatul de la Fort McIntosh | Triburile amerindiene cedează Statelor Unite pământurile din regiunea Ohio de la est de râurile Cuyahoga și Muskingum. |
| 1786 | Înțelegerea Eden | Încheiată între Marea Britanie și Franța. |
| 1786 | Tratatul de prietenie | Cel mai vechi tratat de prietenie încă neîncălcat, semnat între Maroc și Statele Unite ale Americii. |
| 1786 | Tratatul de la Hartford | Sunt reglementate disputele de frontieră dintre statele americane New York și Massachusetts. |
| 1786 | Tratatul de la Hopewell | Încheiat între Statele Unite ale Americii și indienii Choctaw și Chickasaw. |
| 1786 | Convenția de la Londra | Marea Britanie consimte la evacuarea regiunii costiere Mosquito în schimbul cedării de către Spania a regiunii Belize. |
| 1787 | Tratatul de la Beaufort, cunoscut și sub numele de Convenția Beaufort                                                                                                 | Reglementează oficial situația frontierelor riverane dintre statele americane Georgia Georgia și Carolina de Sud. |
| 1788 | Cea de a treia Triplă Alianță | Alianță încheiată între Marea Britanie, Olanda și Prusia. |
| 1789 | Tratatul Jay-Gardoqui | Tratat comercial între Statele Unite ale Americii și Spania. |
| 1789 | Tratatul de la Fort Harmar | Încheiat între Statele Unite ale Americii și unele triburi amerindiene care revendicau teritorii în regiunea Ohio. |
| 1790 | Tratatul de la Reichenbach | Încheiat între regele Frederic Wilhelm al II-lea al Prusiei și împăratul Leopold al II-lea al Austriei. |
| 1790 | Tratatul de la Värälä | Pune capăt războiului dintre Rusia și Suedia, început în 1788). |
| 1790 | Tratatul de la New York | Încheiat între generalul american Henry Knox și triburile amerindiene Creek. |
| 1791 | Tratatul de la Holston | Reglementează disputele dintre Statele Unite ale Americii și triburile amerindiene Cherokee asupra teritoriilor de la sud de râul Ohio; proclamat și amendat în 1792. |
| 1791 | Tratatul de la Sistova | Pune capăt războiului dintre Imperiul Otoman și Austria, început în 1787. |
| 1792 | Tratatul de la Iași | Semnat pe 9 ianuarie. Pune capăt războiului dintre Imperiul Otoman și Rusia, început în 1787. Turcia renunță la pretențiile asupra Crimeei, iar Rusia anexa teritorii întinse între Bug și Nistru, astfel încât hotarele Imperiului Rus au ajuns până la Nistru.             |
| 1792 | Tratatul de la Seringapatam | Pune capăt războiului dintre Anglia și statul Mysore. |
| 1794 | Tratatul lui Jay, cunoscut și ca Tratatul de la Londra | Încercare de rezolvare a disputelor dintre Statele Unite ale Americii și Marea Britanie. |
| 1794 | Tratatul de la Canandaigua | Se încheie pacea și se stabilește prietenia între Statele Unite ale Americii și cele șase triburi amerindiene ale irochezilor. |
| 1795 | Tratatului de la Shimonoseki | Semnarea Tratatului de la Shimonoseki (17 aprilie) prin care se pune capăt Primului Război Sino-Japonez. |
| 1795 | Tratatul lui Pinckney, cunoscut și ca Tratatul de la San Lorenzo, Tratatul de la Madrid sau Tratatul de prietenie, limite și navigație dintre Spania și Statele Unite | Stabilește granițele dintre Statele Unite ale Americii și coloniile spaniole. |
| 1795 | Tratatul de la Haga, cunoscut și ca Tratatul Hedges | Republica Batavă cedează către Franța regiunile Venlo, Flandra și Maastricht. |
| 1795 | Tratatul de la Greenville | Pune capăt războiului Statelor Unite cu o coaliție a nativilor americani. |
| 1795 | Pacea de la Basel | Trei acorduri, prin care Franța încheie pace cu Prusia, Spania și Hessen-Kassel; se încheie prima etapă din Războaiele Revoluției Franceze, începute în 1792. |
| 1797 | Pacea de la Campo Formio | Tratatul de la Campo Formio (17 octombrie). Tratat de pace între Franța și Austria semnat la Campo Formio (azi Campoformido, Italia), după înfrângerea Austriei în prima campanie italiană a lui Napoleon I.                                                                 |

## 1800–1899
| Anul | Denumirea                        | Scurtă prezentare |
| 1801 | Tratatul de la Lunéville         | Tratatul de la Lunéville (16 februarie). Se încheie Războiul celei de-a Doua Coaliții dintre Franța și Austria. |
| 1801 | Tratatul de la Badajoz           | Portugalia și Spania semnează Tratatul de la Badajoz (7 iunie). Portugalia pierde orașul Olivenza. |
| 1801 | Tratatul de la Paris             | Tratatul de la Paris (8 octombrie). Pacea dintre Franța și Rusia în cadrul Războaielor Napoleoniene. |
| 1802 | Tratatul de la Amiens            | Tratatul de la Amiens (25 martie) a dus la o pace temporară între Regatul Unit și Franța și a marcat sfârșitul celei de-a Doua Coaliții, în cadrul Războaielor Napoleoniene (1799-1815). |
| 1805 | Tratatul de la Pressburg         | Înțelegere semnată de Austria și Franța (26 decembrie) la Pressburg (azi Bratislava, Slovacia) după victoriile lui Napoleon la Ulm și Austerlitz. Austria ceda Veneția lui Napoleon, iar Tirolul și Vorarlbergul, Bavariei. |
| 1807 | Tratatele de la Tilsit           | Înțelegeri pe care Franța le-a semnat separat cu Rusia și Prusia la Tilsit (azi Sovetsk, în Rusia). |
| 1809 | Pacea de la Hamina               | Pacea de la Hamina (17 septembrie) este semnată între Rusia și Suedia în Războiul Finlandei. Marele Principat al Finlandei este cedat Rusiei prin Tratatul de la Fredrikshamn. |
| 1809 | Tratatul de la Schoenbrunn       | Tratatul de la Schoenbrunn (14 octombrie) cedează provinciile Illirice Franței. |
| 1810 | Tratatul de la Paris             | A pus capăt războiului dintre Franța și Suedia, în cadrul Războaielor Napoleonene |
| 1812 | Tratatul de la București         | Pacea de la București (28 mai) a fost un tratat de pace semnat, între Imperiul Rus și Imperiul Otoman, la încheierea războiului ruso-turc din 1806-1812. În componența Imperiului Rus au trecut ținuturile Hotin, Soroca, Orhei, Lăpușna, Greceni, Hotărniceni, Codru, Tighina, Cârligătura, Fălciu, partea răsăriteană a ținutului Iașilor și Bugeacul. Autoritățile țariste au denumit în 1813 noua regiune ocupată Bessarabia. |
| 1814 | Tratatul de la Fontainebleau     | Tratatul de la Fontainebleau (11 aprilie), a reglementat prima abdicare și exilul lui Napoleon în insula Elba. |
| 1814 | Tratatul de la Gent              | Tratatul de la Gent (24 decembrie) a fost tratatul de pace, care a încheiat Războiul din 1812 între Statele Unite ale Americii și Regatul Unit al Marii Britanii și al Irlandei. |
| 1814 | Tratatul de la Paris             | A pus capăt războiului dintre Franța și Coaliția celor Șase. |
| 1815 | Sfânta alianță                   | Organizație neprotocolară a majorității suveranilor europeni, fondată de Alexandru I al Rusiei, Francisc I al Austriei și Frederich Wilhelm III al Prusiei, după înfrângerea definitivă a lui Napoleon I. |
| 1815 | Tratatul de la Paris             | Tratat înfăptuit ca urmare a înfrângerii lui Napoleon la Waterloo. |
| 1819 | Tratatul Adams–Onís              | Tratatul Adams–Onís din 1819 (denumit oficial Tratatul de Amiciție, Înțelegere și Granițe între Statele Unite ale Americii și Majestatea Sa Catolică, uneori denumit Tratatul de Achiziție a Floridei, sau Tratatul Transcontinental din 1819) a pus capăt unei dispute de frontieră din America de Nord, între Statele Unite și Spania.                                                                                          |
| 1820 | Tratatul de la Kortrijk          | A fost semnat între Franța și Belgia. Se stabilea, printre altele, granița între cele două țări. |
| 1827 | Tratatul de la Londra            | Tratatul pentru pacificarea Greciei (6 iulie) a fost semnat de către reprezentanții Regatului Unit, Regatului Franței și Imperiului Rus la Londra. Acest tratat privea Grecia, aflată în plin război pentru obținerea independenței de sub dominația Imperiului Otoman. |
| 1828 | Tratatul de la Turkmenchay       | Tratatul de la Turkmenchay (10 februarie) a fost un tratat de pace dintre Persia (azi Iran) și Imperiul Rus care a pus capăt Războiului Ruso-Persan (1826-1828). |
| 1829 | Tratatul de la Adrianopol        | Tratatul de pace de la Adrianopol (14 septembrie), (numit și Tratatul de la Edirne), a fost finalizat la încheierea războiului ruso-turc din 1828-1829 dintre Imperiul Rus și Imperiul Otoman, fiind semnat la Adrianopol de Alexei Orlov și Abdul Kadîr-bei. |
| 1833 | Tratatul de la Unklar Skelessi   | Alianță între Imperiul Otoman și Imperiul Rus referitor la strâmtoarea Dardanele. |
| 1839 | Tratatul de la Londra            | Tratatul de la Londra (19 aprilie) a fost un tratat internațional semnat între marile puteri europene, Regatul Unit al Țărilor de Jos și Regatul Belgiei. Conform tratatului, puterile europene au recunoscut și au garantat independența și neutralitatea Belgiei și au confirmat independența părții germanofone a Luxemburgului.                                                                                               |
| 1840 | Tratatul de la Waitangi          | Prin acest tratat se stabilește că Noua Zeelandă este declarată colonie britanică (21 mai). Independența a fost obținută la 26 septembrie 1907. |
| 1842 | Tratatul de la Nanking           | Tratatul de la Nanking (29 august) a pus capăt Primului Război al Opiului (1839–1842), disputat între Regatul Unit al Marii Britanii și al Irlandei și Dinastia Qing din China. |
| 1842 | Tratatul de la Webster-Ashburton | Tratat între SUA și Marea Britanie, care a stabilit granița de NE a SUA. |
| 1850 | Tratatul de la Olmütz            | Acord semnat la Olmütz între Prusia și Austria (29 noiembrie) referitor la intențiile Prusiei de a crea Uniunea de la Erfurt. |
| 1850 | Tratatul Clayton-Bulwer          | Compromis având ca scop armonizarea intereselor contradictorii ale Angliei și ale SUA în America Centrală. |
| 1855 | Tratatul de la Shimoda           | Tratatul de la Shimoda (7 februarie) între Rusia și Japonia. Insula Sahalin este declarată nedivizată, iar Insulele Kurile sunt împărțite între Rusia și Japonia. |
| 1856 | Tratatul de la Paris             | Tratatul de la Paris (30 martie) a pus capăt, în mod oficial, Războiului Crimeii dintre Imperiul Rus, pe de-o parte, și o alianță a Imperiului Otoman, Regatului Piemontului, Celui de-al Doilea Imperiu Francez și Regatului Unit al Marii Britanii și Irlandei, pe de altă parte. Pentru România, Tratatul de Pace a reprezentat fundamentul prin care s-a putut realiza Unirea Principatelor de la 1859.                       |
| 1858 | Convenția de la Paris            | Convențiunea pentru organizarea definitivă a Principatelor Dunărene ale Moldaviei și Valahiei (7 august), cunoscută mai mult sub numele de Convenția de la Paris, a fost actul care a pus bazele unirii Principatelor Dunărene, în conformitate cu hotărârile Congresului de la Paris din 1856. |
| 1859 | Pacea de la Villafranca          | Tratat de pace preliminar încheiat între Napoleon III și împăratul Austriei, Franz Josef, care a pus capăt războiului franco-piemontez împotriva Austriei. |
| 1860 | Convenția de la Beijing          | Convenție semnată la 18 octombrie referitoare la insula Hong Kong. |
| 1866 | Tratatul de la Praga             | Pacea de la Praga a fost un tratat de pace semnat la Praga (23 august), care a pus capăt Războiului austro-prusac, parte a Războaielor de Unificare a Germaniei. |
| 1867 | Tratatul de la Londra            | Tratatul de la Londra (11 mai), denumit uneori Al doilea tratat de la Londra după tratatul din 1839, a fost un tratat internațional acceptat în urma consecințelor Războiului Austro-Prusac și ale crizei luxemburgheze. El a avut consecințe semnificative pentru Luxemburg și pentru relațiile dintre Marile Puteri ale Europei.                                                                                                |
| 1871 | Tratatul de la Frankfurt         | Tratatul de la Frankfurt a fost un tratat de pace semnat la Frankfurt (Imperiul Prusac) la 10 mai, la sfârșitul războiului franco-prusac (1870-1871). |
| 1878 | Tratatul de la San Stefano       | Tratatul preliminar de la San Stefano a fost semnat de către Imperiul Rus și cel Otoman la 3 martie 1878, după încheierea războiului ruso-turc din 1877-1878. Din partea Rusiei au fost delegați contele Nicolai Pavlovici Ignatiev și Alexandr Nelidov, iar din partea Imperiului Otoman au participat ministrul de externe Safvet Pașa și ambasadorul în Germania, Sadullah Bey.                                                |
| 1878 | Tratatul de la Berlin            | Tratatul de la Berlin (semnat la 1 iulie 1878) a fost tratatul internațional care a pus capăt Războiului Ruso-Turc din anii 1877–1878. A fost recunoscută independența României, creându-se, astfel, premisele pentru Unirea din 1918. |
| 1879 | Dubla Alianță                    | Alianța austro-germană (7 octombrie). Pact secret între Austro-Ungaria și Reichul german, prin care cele două state își promiteau sprijin în cazul unui atac al Rusiei. |
| 1882 | Tripla Alianță                   | A fost încheiată între Germania, Austro-Ungaria și Italia (20 mai). |
| 1886 | Tratatul de la București         | După Războiul sârbo-bulgar (14-28 noiembrie 1885), încheiată cu victoria Bulgariei, la București se semnează tratatul de pace (19 februarie). |
| 1898 | Tratatul de la Paris             | A pus capăt războiului dintre Spania și Statele Unite ale Americii din perioada aprilie - august 1898. |
| 1898 | Convenția de la Beijing          | Numită și A doua convenție de la Beijing. Marea Britanie a încheiat un tratat cu China (1 iulie) prin care i s-a acordat concesionarea pe 99 de ani a insulei Hong Kong și a câtorva zone din împrejurul ei. Transferul suveranității de la Regatul Unit s-a făcut pe 1 iulie 1997. |

## 1900–1999
| Anul | Denumirea | Scurtă prezentare |
| 1904 | Antanta Cordială | Reprezintă o serie de acorduri semnate între Regatul Unit și Republica Franceză (8 aprilie). |
| 1905 | Tratatul de la Portsmouth                                                                                             | Tratatul de la Portsmouth (5 septembrie) a pus capăt Războiului Ruso-Japonez din 1904-1905. |
| 1907 | Antanta anglo-rusă | Pact prin care Anglia și Rusia își reglementează disputele coloniale în Persia, Afganistan și Tibet. În urma acestui acord a luat naștere Antanta sau Tripla Înțelegere. |
| 1910 | Tratatul de la Punakha                                                                                                | Prin acest tratat Bhutan devine protectorat al Regatului Unit. |
| 1912 | Tratatul de la Ouchy                                                                                                  | 18 octombrie 1912. Italia și Imperiul Otoman semnează un tratat de pace, cunoscut ca Tratatul de la Ouchy. |
| 1913 | Tratatul de la Londra                                                                                                 | A fost semnat la Londra (30 mai). Al Doilea Război Balcanic. Războiul se încheie cu înfrângerea Bulgariei, tratatele de pace fiind semnate la București și Constantinopole. Bulgaria cedează României județele Caliacra și Silistra din sudul Dobrogei, iar Macedonia este împărțită în trei, majoritatea teritoriului ei revenind grecilor și sârbilor. |
| 1913 | Tratatul de la București                                                                                              | Tratatul de la București (10 august), a fost un tratat de pace semnat între Bulgaria pe de o parte și România, Serbia, Muntenegru și Grecia, pe de altă parte. Bulgaria era obligată să cedeze României întreaga zonă a Dobrogei. Este vorba de o suprafață de circa 6.959 kmp, cu o populație de 286.000 locuitori, care cuprindea cetatea Silistrei și localitățile Turtucaia, pe Dunăre, și Balcic, la Marea Neagră. |
| 1915 | Pactul de la Londra                                                                                                   | Pactul de la Londra (26 aprilie) a fost semnat în timpul Primului Război Mondial, ca tratat secret între Regatul Italiei pe de o parte și puterile aliate Regatul Unit, Franța și Imperiul Rus pe de altă parte. |
| 1916 | Tratatul de la București                                                                                              | A fost un acord internațional secret (17 august), încheiat între guvernul român și guvernele Antantei având ca obiect principal intrarea României în război, de partea acestei alianțe, pe timpul Primului Război Mondial. Acordul a fost semnat la București, de către Ion I.C.Brătianu, președintele Consiliului de Miniștri al României și reprezentanții diplomatici ai puterilor Antantei la București. |
| 1916 | Acordul franco-armean                                                                                                 | Acordul franco-armean (27 octombrie) a fost o înțelegere politică și militară pentru sprijinirea Mișcării de eliberare națională a armenilor de către Aliaților din Primul Război Mondial. |
| 1917 | Acordul de la Saint-Jean-de-Maurienne                                                                                 | Acordul de la Saint-Jean-de-Maurienne (26 aprilie) a fost un acord secret semnat de reprezentanții Franței, Italiei și Regatului Unit în localitatea Saint-Jean-de-Maurienne intrat în vigoare în perioada august – septembrie 1917. Proiectul acordului a fost conceput de ministrul de externe al Italiei pentru rezolvarea conflictelor de interese ale celor trei puteri în Orientul Mijlociu. |
| 1917 | Armistițiul de la Focșani                                                                                             | A fost semnat Armistițiul de la Focșani (9 decembrie) între reprezentanții Armatei Române și cei ai Puterilor Centrale. |
| 1918 | Tratatul de la Brest-Litovsk                                                                                          | Tratatul de la Brest-Litovsk (3 martie) a fost un tratat de pace semnat la Brest, (cunoscut în epocă cu numele de „Brest-Litovsk”), între Rusia și Puterile Centrale, marcând ieșirea Rusiei din Primul Război Mondial. |
| 1918 | Tratatul de la București                                                                                              | Tratatul (Pacea) de la București (7 mai), cunoscut și ca Pacea de la Buftea-București, a fost un tratat de pace semnat de România, cu Imperiul German și Austro-Ungaria, în decursul Primului Război Mondial. Tratatul preliminar de pace a fost semnat în data de 20 februarie/5 martie 1918 la Buftea, de unde numele de Pacea de la Buftea-București. România a trebuit să retrocedeze Dobrogea de Sud, Cadrilaterul și să cedeze o parte a Dobrogei de Nord, Bulgariei. Restul Dobrogei urma să fie controlat și ocupat de Germania și Bulgaria, deși rămânea în proprietatea României. De asemenea, România a fost nevotă să cedeze Austro-Ungariei controlul asupra trecătorilor Munților Carpați, iar România a fost obligată să concesioneze Germaniei toate exploatările petroliere pe 90 de ani.                                                 |
| 1918 | Tratatul de la Poti                                                                                                   | Tratatul de la Poti (28 mai) a fost un acord provizoriu dintre Imperiul German și Republica Democrată Georgia, prin care Georgia accepta protectoratul german în schimbul recunoașterii statalității sale. Acordul a fost semnat de generalul german Otto von Lossow, de premierul Noe Ramishvili și ministrul de externe georgieni Akaki Chkhenkeli în orașul Poti. |
| 1918 | Tratatul de la Berlin                                                                                                 | Tratat, semnat la Berlin (2 august), a impus Rusiei plata unor substanțiale daune de război. |
| 1919 | Tratatul de la Versailles                                                                                             | Tratat internațional semnat la palatul Versailles (28 iunie), prin care s-a pus capăt Primului Război Mondial, semnat de aliați și Germania. În aceeași zi la Conferința de Pace de la Paris s-a semnat și Pactul Societăților Națiunilor (Statutul), document prin care s-a fondat Societatea Națiunilor intrat în vigoare la 20 ianuarie 1920 (desființat în 1946). |
| 1919 | Tratatul de pace de la Saint Germain en Laye                                                                          | Tratatul de pace de la Saint Germain en Laye (10 septembrie), cunoscut sub numele de Tratatul de la Saint Germain a reprezentat tratatul de pace încheiat între Aliații din Primul război mondial și noii create Republici a Austriei. Tratatul a fost semnat de către reprezentanții Austriei și reprezentanții diplomatici ai 17 state. Prin tratat, s-a recunoscut independența Republicii Austria (numită colocvial în acea perioadă Austria Germană pentru a se marca diferența față de Austro-Ungaria), a fost recunoscută de jure dezmembrarea Dublei Monarhii, prin constituirea statelor Polonia, Cehoslovacia și a Regatul Sârbilor, Croaților și Slovenilor, apartenența Bucovinei la România și a Tirolului de Sud în Italia. Prin acest tratat, Austria a fost obligată să renunțe în favoarea României la toate drepturile asupra Bucovinei. |
| 1919 | Tratatul de pace de la Neuilly sur Seine                                                                              | Tratatul de pace de la Neuilly sur Seine (27 noiembrie) a fost semnat între Puterile Aliate, învingătoare în primul război mondial (inclusiv România) și Bulgaria, țară învinsă în război. |
| 1919 | Tratatul de la Rawalpindi                                                                                             | Al treilea război anglo-afgan încheiat cu Tratatul de la Rawalpindi. |
| 1920 | Tratatul Svalbardului                                                                                                 | Tratatul privind Spitsbergen (9 februarie), adesea denumit și Tratatul Svalbardului, a fost cel prin care s-a recunoscut deplina suveranitate a Norvegiei asupra arhipelagului arctic Spitsbergen (azi Svalbard). |
| 1920 | Tratatul de la Trianon                                                                                                | Tratatul de la Trianon (4 iunie) a fost semnat între Puterile Aliate învingătoare în Primul Război Mondial și Ungaria, în calitate de stat succesor al Imperiului Austro-Ungar, stat învins în Primul Război Mondial. Tratatul a fost semnat în Palatul Marele Trianon de la Versailles de către 16 state aliate (inclusiv România), pe de o parte și de Ungaria, de altă parte. Tratatul a fost semnat pentru a stabili frontierele noului stat Ungaria cu vecinii săi: Austria, Regatul Sârbilor, Croaților și Slovenilor (ulterior Iugoslavia), România și Cehoslovacia. A consfințit unirea dintre Basarabia și România. Tratatul de la Trianon recunoștea unirea la România a Transilvaniei, Banatului, Crișanei și Maramureșului. Ungaria nu a recunoscut niciodată acest tratat.                                                                    |
| 1920 | Tratatul de la Sèvres                                                                                                 | A fost un tratat de pace dintre Imperiul Otoman și Puterile Aliate semnat la sfârșitul Primului Război Mondial (10 august). Parlamentul turc nu a ratificat niciodată acest tratat. Tratatul de la Versailles cu Germania a fost semnat înainte de semnarea celui cu Turcia și a anulat toate concesiunile și drepturile germane acordate de otomani. |
| 1920 | Tratatul de la Alexandropol                                                                                           | Tratatul de la Alexandropol (2 decembrie) a fost un tratat de pace semnat de către Republica Democrată Armeană și Marea Adunare Națională a Turciei, prin care se punea capăt războiului dintre armeni și naționaliștii turci. |
| 1921 | Tratatul de pace pentru Cilicia                                                                                       | Tratatul de pace pentru Cilicia (9 martie) a fost semnat între Franța și naționaliștii turci pentru a pune capăt războiului franco-turc din 1920-1921. Tratatul nu și-a atins obiectivele propuse și a fost înlocuit de tratatul de la Ankara din 1921. |
| 1921 | Tratatul de la Riga                                                                                                   | Pacea de la Riga (Letonia). Tratat între Polonia și Rusia (18 martie), care a pus capăt Războiului ruso-polonez (1919-1921) și a stabilit granița comună. |
| 1921 | Tratatul de la Ankara                                                                                                 | Tratatul de la Ankara (20 octombrie), (cunoscut și ca Acordul de la Ankara; Acordul Franklin-Bouillon). Acordul franco-turc de la Ankara, a fost semnat între Franța și Marea Adunare Națională a Turciei. Prin semnarea acestui tratat, partea franceză accepta încetarea conflictului armat cunoscut ca Războiul din Cilicia.. |
| 1922 | Tratatul de la Rapallo                                                                                                | Tratat între Germania și Uniunea Sovietică (16 aprilie) care a restabilit relații normale între cele două state. A fost semnat la Rapallo, Italia între Walther Rathenau din partea Germaniei și Gheorghi V. Cicerin din partea URSS. |
| 1923 | Tratatul de la Lausanne                                                                                               | Tratat de pace semnat la Lausanne, Elveția (24 iulie), care a stabilit apartenența întregii Anatolii și a Traciei Răsăritene la Turcia, anulând astfel prevederile Tratatului de la Sèvres, semnat în 1920 de guvernul otoman. Tratatul de la Lausanne a fost ratificat de guvernul de la Atena pe 11 februarie 1924, și de guvernele britanic, italian și nipon pe 6 august același an. Tratatul a fost înregistrat în „Seria de tratate a Ligii Națiunilor Unite” pe 5 septembrie 1924. |
| 1925 | Tratatul de la Locarno                                                                                                | Tratatul de la Locarno (5 - 16 octombrie) a avut ca părți semnatare Germania, Franța, Italia, Marea Britanie, Belgia, Cehoslovacia, Polonia și prevedea angajamentul Germaniei de a garanta granițele Belgiei și Franței, precum și angajamentul Franței și Belgiei de a garanta integritatea granițelor vestice ale Germaniei. |
| 1929 | Convenția de la Varșovia                                                                                              | Convenția privind transportul aerian internațional (12 octombrie). |
| 1931 | Convenția de la Geneva                                                                                                | Convenția internațională privitoare la sclavie (25 septembrie). |
| 1935 | Tratatul naval anglo-german                                                                                           | Acord bilateral încheiat între Marea Britanie și Germania, prin care i se permitea Germaniei construirea unei flote maritime, limitată la 35% din mărimea flotei engleze. |
| 1936 | Convenția de la Montreux                                                                                              | 22 iunie - 21 iulie. Acord încheiat la Montreux, Elveția, prin care Turcia obține controlul asupra strâmtorilor Bosfor și Dardanele. Au participat Turcia, URSS, Marea Britanie, Franța, Bulgaria, România, Grecia, Iugoslavia, Australia și Japonia. |
| 1936 | Pactul AntiComintern                                                                                                  | A fost un pact anticomunist (25 noiembrie) între Germania Nazistă și Japonia Imperialistă, împotriva Internaționalei a III-a Comuniste. La 6 noiembrie 1937, Italia Fascistă a aderat la acest pact, creându-se Axa (Axa Berlin-Roma-Tokyo). În 1941, după invadarea URSS de către Germania prin Operațiunea Barbarossa, pactul a fost revizuit. |
| 1939 | Pactul de Oțel | Pactul de Oțel (Pactul de prietenie și alianță dintre Germania și Italia), a fost o înțelegere între Italia Fascistă și Germania nazistă semnată la 22 mai, la Berlin, de către miniștrii de externe, Joachim von Ribbentrop și contele Galeazzo Ciano. |
| 1940 | Dictatul de la Viena                                                                                                  | Cunoscut și ca Al doilea arbitraj de la Viena, a fost un act internațional (30 august), prin care România a fost silită să cedeze aproape jumătate (43.492 km²) din teritoriul Transilvaniei în favoarea Ungariei. |
| 1940 | Pactul Tripartit | Numit și Pactul celor trei puteri sau Pactul Axei sau Pactul celor trei căi sau Tratatul Tripartit, a fost semnat la Berlin (27 septembrie) de Saburo Kurusu (pentru Imperiul Japonez), Adolf Hitler (pentru Germania Nazistă) și Galeazzo Ciano (pentru Italia Fascistă), care a pus bazele unei alianțe militaro-politice, actul oficial de constituire al Axei Berlin-Roma-Tokyo. |
| 1941 | Convenția de la Tighina                                                                                               | 30 august. Acord semnat între Germania și România cu privire la statutul teritoriului numit Transnistria. |
| 1947 | Tratatele de pace de la Paris                                                                                         | Sunt un grup de tratate (10 februarie) care au stabilit în mod formal pacea dintre aliații celui de al Doilea Război Mondial și țările care au luptat de partea Axei. Tratatul de la Paris consfințește actualele granițe ale României, care și-a primit înapoi Transilvania de Nord, care a fost dată de Hitler Ungariei prin Dictatul de la Viena (1940), dar România a pierdut Bucovina de Nord și Basarabia în favoarea Uniunii Sovietice. Toate forțele militare aliate urmau să fie retrase din România, în termen de 90 zile de la intrarea în vigoare a tratatului. Tratatul a obligat România să plătească 300 milioane dolari SUA, Uniunii Sovietice, timp de opt ani, în bunuri: produse petroliere, cereale, lemn, vase maritime și fluviale, utilaj divers și alte mărfuri. URSS a semnat Tratatul de pace cu România în 29 ianuarie.         |
| 1948 | Tratatul de la București                                                                                              | Tratatul de prietenie, colaborare și asistență între Republica Populară Română și Uniunea Republicilor Socialiste Sovietice (4 februarie). |
| 1948 | Tratatul de la Bruxelles                                                                                              | Tratatul de la Bruxelles (17 martie) a fost semnat de către Regatul Unit, Franța, Belgia, Luxemburg și Olanda. A fost un tratat de apărare reciprocă ce promova de asemenea colaborarea pe plan economic, cultural și social. |
| 1948 | Convenția de la New York                                                                                              | Convenția (ONU) pentru prevenirea și reprimarea crimei de genocid (9 decembrie). A intrat în vigoare pe 12 ianuarie 1951. |
| 1948 | Declarația de la Paris                                                                                                | Declarația Universală a Drepturilor Omului (10 decembrie) a fost semnată de 58 de țări. |
| 1949 | Tratatul de la Londra                                                                                                 | Statutul Consiliului Europei (5 mai), este tratatul care a instituit Consiliul Europei. Însoțit, amendat și completat prin alte texte, el guvernează funcționarea organizației și a organelor care o compun. Statutul Consiliului Europei, cunoscut și sub denumirea de Tratatul de la Londra (1949), a fost semnat, în Palatul St. James din Londra. |
| 1951 | Tratatul de la Paris                                                                                                  | Tratatul de la Paris (18 aprilie) între Belgia, Franța, Germania de Vest, Italia, Luxembourg și Olanda a creat Comunitatea Europeană a Cărbunelui și Oțelului (European Coal and Steel Community sau ECSC), care a devenit ulterior parte a Uniunii Europene. A intrat în vigoare în 1952. Tratatul a expirat în 23 iulie 2002, la exact 50 de ani după ce intrase în vigoare. |
| 1951 | Tratatul de la San Francisco                                                                                          | Tratatul de la San Francisco (8 septembrie), între Japonia și o parte a Puterilor Aliate, a fost semnat oficial de 48 de țări, la War Memorial Opera House din San Francisco, California și a intrat în vigoare la 28 aprilie 1952. Scopul tratatului a fost de a pune capăt oficial celui de al Doilea Război Mondial. |
| 1953 | Armistițiu de încetare a focului                                                                                      | Încheiat între Coreea de Sud și Coreea de Nord (27 iulie), parte a Războiului din Coreea (25 iunie 1950 - 27 iulie 1953). Nu a fost semnat nici un Tratat de pace între cele două părți. |
| 1955 | Pactul de la Bagdad                                                                                                   | Pactul de la Bagdad între Irak (semnat de regele Aaisal II) și Turcia de asistență mutuală (24 februarie). La acest pact au aderat Iranul, Pakistanul și Marea Britanie. |
| 1955 | Pactul de la Varșovia                                                                                                 | Pactul de la Varșovia sau Tratatul de la Varșovia (14 mai), numit în mod oficial Tratatul de prietenie, cooperare și asistență mutuală, a fost o alianță militară a țărilor din Europa Răsăriteană și din Blocul Răsăritean. Pactul și-a încetat existența pe 3 martie 1991 și a fost în mod oficial dizolvat la întâlnirea de la Praga, pe 1 iulie 1991. |
| 1957 | Tratatul de la Roma                                                                                                   | Tratatul de la Roma (25 martie) se referă la tratatul prin care a fost instituită Comunitatea Economică Europeană (EEC) și a fost semnat de Franța, Germania de Vest, Olanda, Italia, Belgia și Luxemburg. Inițial, numele complet al tratatului era Tratat de instituire a Comunității Economice Europene. Totuși, Tratatul de la Maastricht l-a amendat eliminând, printre alte lucruri, cuvântul „Economic” atât din numele comunității cât și al tratatului. Din acest motiv tratatul este denumit de cele mai multe ori Tratat de instituire a Comunității Europene sau Tratatul CE. A intrat în vigoare în 1958. |
| 1957 | Tratatul de la Roma                                                                                                   | Al 2-lea tratat semnat la Roma în aceeași zi (25 martie), prin care s-a creat Comunitatea Europeană pentru Energie Atomică (EURATOM). A fost semnat de Franța, Italia, țările Benelux-ului (Belgia, Olanda, Luxemburg) și R.F.Germană. La fel, a intrat în vigoare în 1958. |
| 1957 | Tratatul de Extrădare de la Paris                                                                                     | Convenția Europeană de Extrădare (13 decembrie) a fost semnată la Paris de membrii Consiliului Europei. A intrat în vigoare în 1958. |
| 1959 | Tratatul Antarcticii                                                                                                  | Tratatul Antarcticii, împreună cu o serie de alte tratate colaterale, reglementează relațiile internaționale în raport cu Antarctida. Tratatul a intrat în vigoare în 1961 fiind semnat de 47 țări. |
| 1961 | Convenția de la Viena                                                                                                 | În data de 18 aprilie 1961 a fost adoptată, în cadrul Conferinței de codificare a dreptului consular, convocat de O.N.U., Convenția de la Viena cu privire la relațiile consulare. Convenția a intrat în vigoare la 19 martie 1967. |
| 1963 | Tratatul pentru Interzicerea Testării Armelor Nucleare în Atmosferă, în Cosmos și sub Apă                             | Denumit șiTratatul pentru Interzicerea Testării Armelor Nucleare (5 august). A fost semnat de SUA, Marea Britanie, URSS și alte 100 de țări. A avut valabilitate până în 1996, fiind înlocuit de Tratatul Lărgit pentru Interzicerea Testării Armelor Nucleare, care nu va fi pus în aplicare decât atunci când cele 44 de țări, care dețin centrale nucleare, îl vor semna. |
| 1965 | Tratatul de la Bruxelles                                                                                              | Tratatul de la Bruxelles sau Tratatul de fuziune, a fost un tratat european care a reunit cele trei organisme executive ale Comunității Europene a Cărbunelui și Oțelului (CECO), Comunității Europene a Energiei Atomice (Euratom) și Comunității Economice Europene într-o structură instituțională unică. Tratatul a fost semnat în Bruxelles la 8 aprilie 1965, a intrat în vigoare la 1 iulie 1967. |
| 1968 | Tratatul de la Praga                                                                                                  | Tratatul de prietenie, colaborare și asistență mutuală între Republica Socialistă România și Republica Socialistă Cehoslovacă (16 august). A fost înlocuit cu Tratatul din 1993. |
| 1968 | Tratatul de Neproliferare a Armelor Nucleare                                                                          | Numit și Tratatul de Neproloferare Nucleară. Acord internațional referitor la prevenirea răspândirii tehnologiei nucleare, semnat de SUA, Marea Britanie, URSS și alte 59 de țări. |
| 1970 | PCT | Tratatul de Cooperare în domeniul brevetului de invenție (PCT) este un tratat internațional legislativ, prevăzut să asigure printr-o singura procedură de înregistrare protejarea unei invenții în fiecare din țările semnatare. |
| 1971 | Convenția Ramsar | Convenția Ramsar (2 februarie) este un tratat interguvernamental asupra zonelor umede ca habitat al păsărilor acvatice la nivel internațional. Tratatul a fost semnat în orașul iranian Ramsar și a intrat în vigoare pe 21 decembrie 1975. |
| 1973 | Acordul de pace de la Paris                                                                                           | A pus capăt implicării americane în Războiul din Vietnam. |
| 1982 | Convenția de la Montego Bay                                                                                           | 10 decembrie. Convenția Națiunilor Unite asupra dreptului mării. Acord internațional care a rezultat din a treia Conferință a Organizației Națiunilor Unite privind dreptul mării (UNCLOS III), care a avut loc între 1973 și 1982. Legea din Convenție definește drepturile și responsabilitățile națiunilor cu privire la utilizarea lor a oceanele lumii, de stabilire a orientărilor pentru întreprinderi, mediul, precum și managementul marin a resurselor naturale. A intrat în vigoare în 16 noiembrie 1994. |
| 1984 | Convenția de la New York                                                                                              | Convenția împotriva torturii și altor pedepse ori tratamente cu cruzime, inumane sau degradante (10 decembrie). |
| 1985 | Acordul de la Schengen                                                                                                | Prin Acordul de la Schengen (14 iunie) semnat în localitatea luxemburgheză Schengen, de Belgia, Franța, Germania, Luxemburg și Olanda au convenit să renunțe treptat la controlul de la frontierele comune și să introducă libera circulație pentru toți cetățenii statelor membre semnatare, ai altor state membre sau ai unor terțe țări. |
| 1986 | Acordul Unic European                                                                                                 | Actul unic european (17 februarie) a revizuit Tratatul de la Roma și a introdus Piața Unică Europeană și Cooperarea Politică Europeană. A intrat în vigoare la 1 iulie 1987. |
| 1987 | Protocolul de la Montreal                                                                                             | Protocolul de la Montreal (16 septembrie) asupra Substanțelor care Distrug Stratul de Ozon este un tratat internațional conceput pentru a proteja stratul de ozon prin oprirea treptată a producției mai multor substanțe considerate a fi responsabile pentru distrugerea sa. |
| 1987 | Tratatul privind forțele nucleare cu rază intermediară de acțiune (INF)                                               | Tratatul privind forțele nucleare cu rază intermediară de acțiune (8 decembrie) a fost un tratat de control al armelor între Statele Unite și Uniunea Sovietică, semnat de președintele american Ronald Reagan și secretarul general sovietic Mihail Gorbaciov. Pe 2 februarie 2019, Statele Unite au anunțat că peste șase luni (2 august) se vor retrage din acest tratat ca urmare a continuării încălcării prevederilor tratatului de către Federația Rusă. |
| 1991 | Tratatul de la Asunción                                                                                               | Tratatul de la Asunción (26 martie) a fost semnat între Argentina, Brazilia, Paraguay și Uruguay la Asunción, capitala Paraguay-ului, de unde îi vine numele. Acest tratat a dat naștere schemei de integrare economică intitulată „Piața comună a sudului”. Cu el s-a creat Mercosur. |
| 1991 | Protocolul de la Almatî                                                                                               | Protocoalele de la Almatî (21 decembrie) reprezintă declarațiile și principiile de fondare ale Comunității Statelor Independente (CSI). Liderii Rusiei, Ucrainei și Belarusului au convenit prin Acordurile de la Belaveja, desființarea Uniunii Sovietice și fondarea CSI. Pe 21 decembrie 1991, Armenia, Azerbaidjan, Belarus, Kazahstan, Kîrgîzstan, Republica Moldova, Rusia, Tadjikistan, Turkmenistan, Ucraina și Uzbekistan au încheiat Protocoalele de la Alma-Ata, alăturându-se CSI. |
| 1992 | Tratatul de la Maastricht                                                                                             | Tratatul privind Uniunea Europeană (numit și Tratatul de la Maastricht), (7 februarie) a fost semnat de Consiliul European în localitatea olandeză Maastricht. Acest tratat a pus bazele Uniunii Europene. A intrat în vigoare la 1 noiembrie 1993. |
| 1992 | Tratatul de la Rio | Convenția asupra Biodiversității (iunie). Acord internațional având drept scop conservarea mediului înconjurător semnat la Rio de Janeiro. |
| 1992 | NAFTA | Acordul Nord-American de Comerț Liber (NAFTA) a fost semnat (17 decembrie) între SUA, Canada și Mexic. |
| 1993 | Tratatul de la București                                                                                              | Tratatul privind relațiile de prietenie și colaborare între România și Republica Slovacă (24 septembrie). |
| 1994 | Tratatul de la București                                                                                              | Tratatul privind relațiile de prietenie și colaborare dintre România și Republica Cehă (22 iunie) a fost semnat de președinții Ion Iliescu și Vaclav Havel. Acest tratat înlocuiește Tratatul din 1968. |
| 1994 | Memorandumul de la Budapesta                                                                                          | Memorandumul de la Budapesta (5 decembrie) este un tratat internațional semnat la Budapesta, între Ucraina, Statele Unite, Marea Britanie și Rusia. Memorandumul se referă la dezarmarea nucleară a Ucrainei și prevede garanții de securitate a independenței sale. Prin acest tratat, Ucraina a renunțat la armele nucleare sovietice de pe teritoriul său care au fost transferate către Federația Rusă. |
| 1996 | Tratatul de la Timișoara                                                                                              | A fost semnat Tratatului de la Timișoara (16 septembrie), de cooperare și bună vecinătate între România și Republica Ungară. |
| 1997 | Tratatul de la Amsterdam                                                                                              | Tratatul de la Amsterdam (16-17 iulie) a fost adoptat de șefii de stat și de guvern ai Uniunii Europene (UE) și semnat la 2 octombrie 1997. A intrat în vigoare la 1 mai 1999. |
| 1997 | Protocolul de la Kyoto                                                                                                | Protocolul de la Kyoto (11 decembrie) este un acord internațional privind mediul, negociat de către 160 de țări. A intrat în vigoare în 2004. |
| 1997 | Convenția privind Interzicerea Dezvoltării, Producerii, Stocării și Folosirii Armelor Chimice și Distrugerea acestora | Convenția privind Armele Chimice este un tratat privind controlul armelor care interzice producerea, stocarea și folosirea armelor chimice și precursorilor acestora. Convenția privind Armele Chimice interzice utilizarea pe scară largă, dezvoltarea, producerea, stocarea și transferul de arme chimice. |
| 1999 | Convenția de la Montreal                                                                                              | Convenția pentru unificarea anumitor reguli referitoare la transportul aerian internațional (28 mai). |

## 2000–2099
| 2001 | Tratatul de la Nisa                           | Tratatul de la Nisa este un tratat care modifică Tratatul privind Uniunea Europeană, tratatele de instituire a Comunităților Europene precum și anumite acte conexe. A fost semnat de șefii de stat și de guvern ai statelor membre UE la 26 februarie 2001, în cadrul Consiliului European de la Nisa (Franța) și a intrat în vigoare după încheierea procesului de ratificare: 1 februarie 2003. |
| 2001 | Tratatul de la București                      | Tratatul de prietenie și colaborare între România și Republica Macedonia (azi Republica Macedonia de Nord), semnat la București (30 aprilie). |
| 2002 | SORT                                          | Tratatul dintre Statele Unite ale Americii și Federația Rusă privind reducerile ofensive strategice (SORT), (cunoscut și sub numele de Tratatul de la Moscova), a fost un tratat strategic de reducere a armelor între Statele Unite și Rusia, care a fost în vigoare din 1 iunie 2003 până în februarie 2011 când a fost înlocuit de New Start (8 aprilie 2010). La vremea respectivă, SORT era poziționat ca „reprezentând un element important al noii relații strategice” între cele două țări, ambele părți acceptând să-și limiteze arsenalul nuclear între 1.700 și 2.200 focoase dislocate operațional. A fost semnat la Moscova la 24 mai 2002. După ratificarea de către Senatul SUA și Duma de Stat, SORT a intrat în vigoare la 1 iunie 2003. Ar fi expirat la 31 decembrie 2012, dacă nu ar fi fost înlocuit de New Start. |
| 2005 | Acordul de la Kiev                            | Acordul de cooperare privind sistemul global de navigație prin satelit (GNSS) de uz civil dintre Comunitatea Europeană și statele membre și Ucraina semnat la Kiev (1 decembrie). |
| 2007 | Tratatul de la Lisabona                       | Tratatul de la Lisabona (13 decembrie) a fost semnat de statele membre UE și a intrat în vigoare la 1 decembrie 2009. Tratatul amendează Tratatul privind Uniunea Europeană (cunoscut de asemenea și ca Tratatul de la Maastricht) și Tratatul de instituire a Comunității Economice Europene (cunoscut de asemenea ca și Tratatul de la Roma). |
| 2009 | Tratatul de la Ottawa                         | Tratatul de la Ottawa (mai 2009) sau Tratatul pentru interzicerea minelor terestre, oficial numit Convenție asupra interzicerii folosirii, depozitării, producerii și transportului minelor anti-personale și asupra distrugerii lor, interzice complet toate minele anti-personale (mine AP). |
| 2010 | New Start                                     | Este un tratat de reducere a armelor nucleare între Statele Unite ale Americii și Federația Rusă (denumit Măsuri pentru reducerea și limitarea suplimentară a armelor ofensive strategice). A fost semnat la 8 aprilie 2010 la Praga, și, după ratificare, a intrat în vigoare la 5 februarie 2011. Acest tratat a fost prelungit în data de 27 ianuarie 2021, pentru o perioadă de cinci ani. Începând cu 21 februarie 2023, Federația Rusă își suspendă participarea la acest tratat. |
| 2010 | Convenția de la Beijing                       | Convenția privind reprimarea actelor de intervenție ilicită îndreptate împotriva aviației civile internaționale, adoptată la Beijing (10 septembrie). |
| 2011 | Convenția de la Istanbul                      | Convenția internațională pentru combaterea violenței împotriva femeii și a violenței domestice, reprezintă tratatul internațional adoptat de Consiliul Europei pe 11 mai 2011, care are ca scop prevenirea violenței, protecția victimelor și trimiterea în judecată a infractorilor. Convenția stabilește că tolerarea și nepedepsirea unor acte de violență împotriva femeilor precum violul, violența domestică, hărțuirea sexuală, căsătoriile forțate sau sterilizarea forțată constituie încălcări ale drepturilor omului și forme de discriminare. A intrat în vigoare pe 1 august 2014. |
| 2015 | Acordul de la Minsk                           | Negocierile de pace de la Minsk (Belarus) s-au încheiat între reprezentanții Germaniei, Franței, Ucrainei și Rusiei. Acordul are 13 puncte și prevede, printre altele, un armistițiu total în partea de est a Ucrainei (15 februarie). |
| 2015 | Acordul de la Paris                           | Tratat care reglementează măsurile de reducere a emisiilor de dioxid de carbon începând cu anul 2020 în obiectivul de reducere a încălzirii globale (12 decembrie). |
| 2017 | Tratatul asupra Interzicerii Armelor Nucleare | Tratatul asupra Interzicerii Armelor Nucleare (7 iulie) este un tratat internațional al Națiunilor Unite vizând interzicerea utilizării de arme nucleare votat de 122 țări. |
| 2017 | Brexit                                        | Acord privind retragerea Regatului Unit al Marii Britanii și Irlandei de Nord din Uniunea Europeană și din Comunitatea Europeană a Energiei Atomice (29 martie). Data fixată de punere în aplicare 31 ianuarie 2020. |
| 2019 | Tratatul de la Aachen                         | Tratatul de prietenie dintre Germania și Franța (22 ianuarie) a fost semnat de cancelarul german Angela Merkel și președintele francez Emmanuel Macron. Acordul prevede ca cele două state trebuie să intensifice cooperarea în politicile externe și de apărare, criminalitate și terorism, dezvoltare internațională, cercetare și integrare economică. |
| 2020 | Acordul de la Doha                            | A fost semnat la Doha, Qatar (29 februarie) între reprezentantul SUA Zalmay Khalilzad și liderul talibanilor Mullah Abdul Ghani Baradar. Acordul prevede retragerea trupelor americane în următoarele luni, cu condiția ca talibanii să își realizeze angajamentele de prevenire a terorismului. Acest conflict durează de 18 ani. |

Note